# Toješťovité
Toješťovité (Apocynaceae) je čeleď vyšších dvouděložných rostlin z řádu hořcotvaré (Gentianales). Náleží sem sukulenty, byliny, stromy i liány. Je rozšířena po celém světě, ve vlhkých tropech převažují stromy a liány, v sušších oblastech, zvláště v Africe a na Madagaskaru, sukulenty. V české květeně je čeleď zastoupena dvěma původními druhy (barvínek menší a tolita lékařská) a jedním zdomácnělým (klejicha hedvábná).
Do čeledi Apocynaceae byla v systému APG na základě výsledků fylogenetických studií vřazena dříve samostatná čeleď Asclepiadaceae (klejichovité).

## Popis
Čeleď toješťovitých je vzhledově velmi různorodá. Nalezneme zde sukulenty se zdužnatělými stonky a redukovanými listy, byliny, keře, epifyty, mohutné stromy i dřevité a bylinné liány.

### Listy a stonky
Většina dřevnatých druhů je stálezelená. Listy jsou nejčastěji vstřícné, řidčeji přeslenité (Rauvolfia, Hemipogon) nebo střídavé (Aspidosperma, Vallesia), jednoduché, celokrajné, většinou bez palistů. U mnohých sukulentních rodů jsou listy redukované nebo zcela chybějí a asimilační funkci přebírají stonky. Při poranění rostliny velmi často roní nápadný mléčně bílý latex.

### Květy a plody
Květenství jsou úžlabní i vrcholová, různých typů, řidčeji jsou květy jednotlivé. Květy jsou téměř nebo zcela pravidelné, oboupohlavné, pětičetné, u některých zvláště sukulentních zástupců až bizarního vzhledu.
Kališní lístky jsou částečně nebo zcela srostlé. Koruna tvoří krátkou až dlouhou korunní trubku. Tyčinek je 5, jsou přirostlé ke korunní trubce a těsně přidružené k semeníku, volné nebo srostlé v trubičku okolo semeníku. U podčeledí Asclepiadoideae a Secamonoideae srůstají zbytnělé konektivy tyčinek se zvětšenou bliznovou hlavou a tvoří strukturu zvanou gynostegium. V květech jsou přítomna nektária, volná nebo srostlá v disk, obklopující bázi semeníku. U zástupců s gynostegiem se nektar tvoří z výrůstků tyčinek. Semeník je svrchní, výjimečně polospodní, ze 2 nebo až 8 volných nebo částečně či zcela srostlých plodolistů. Vajíček je většinou velký počet. Plody jsou různorodé, často dvojice volných nebo srostlých měchýřků různého tvaru, tobolky, bobule, peckovice. U některých zástupců jsou semena křídlatá nebo s míškem. Semena obsahují olejnatý endosperm.

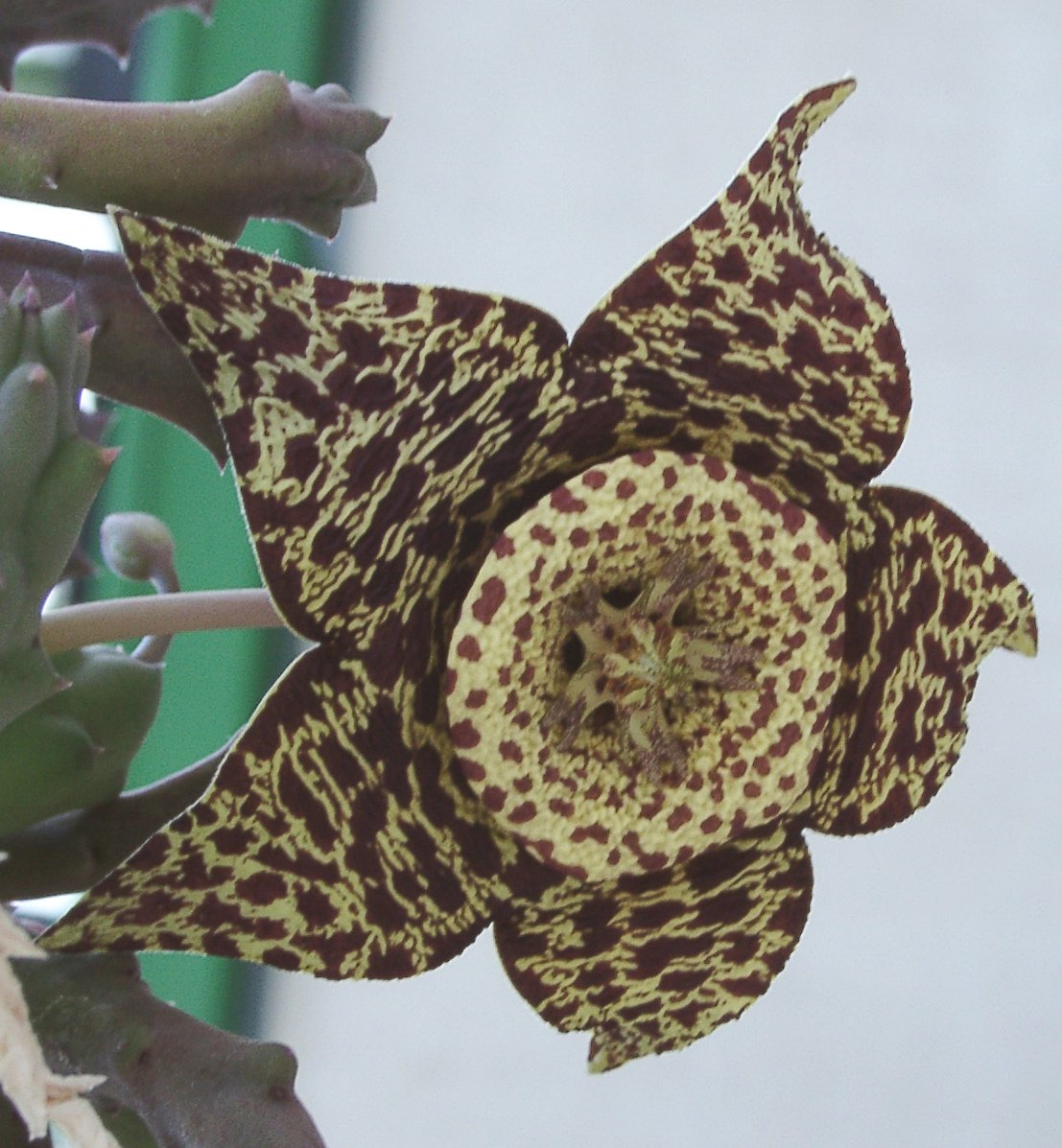
Květ Orbea variegata
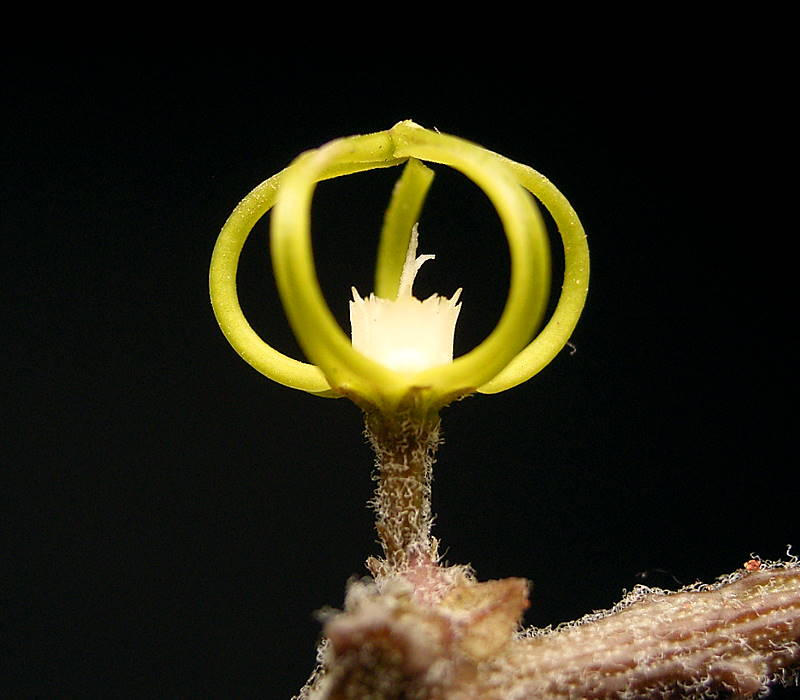
Květ tolitovníku Cynanchum marnieranum
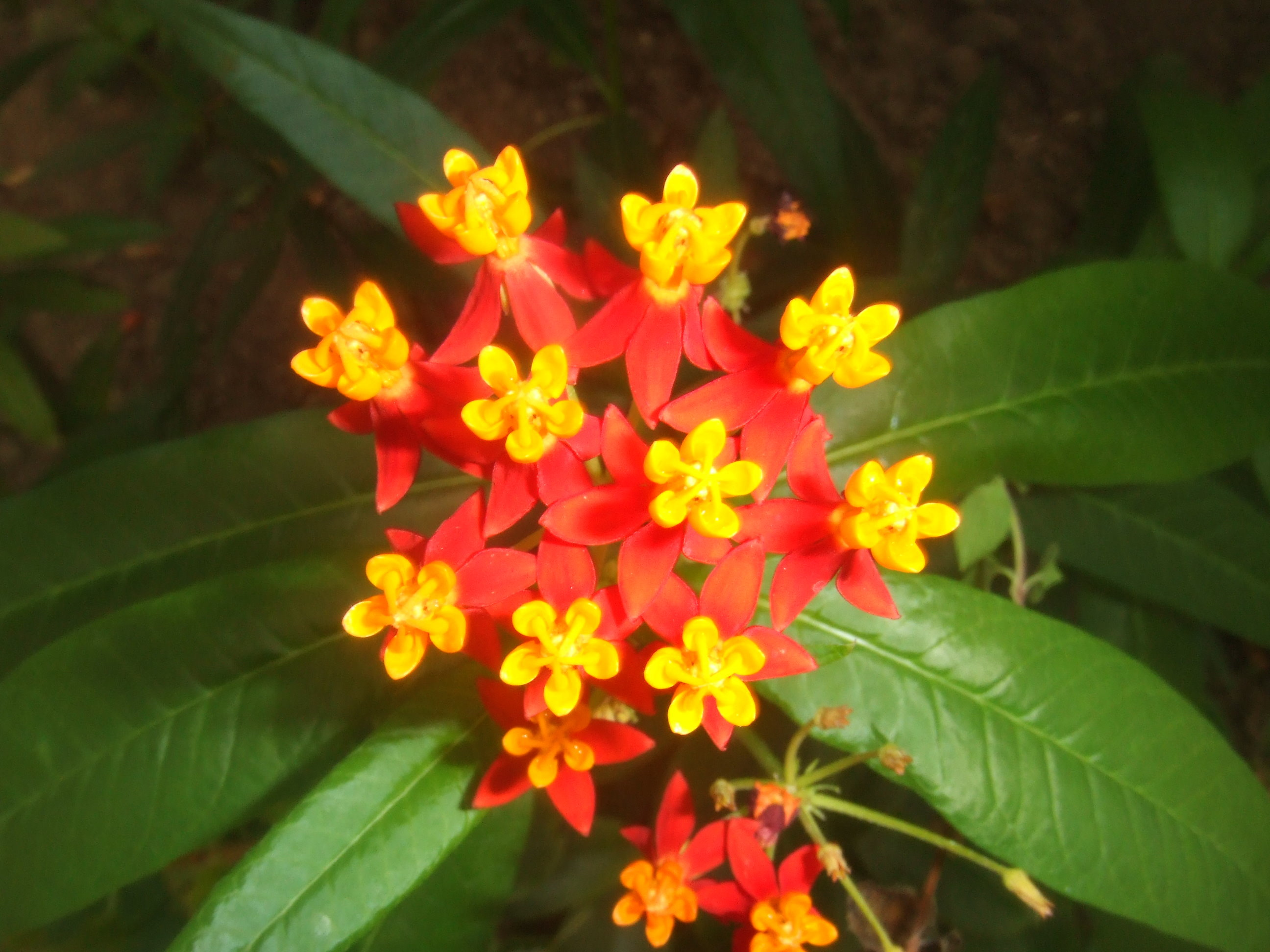
Květenství klejichy Asclepias curassavica
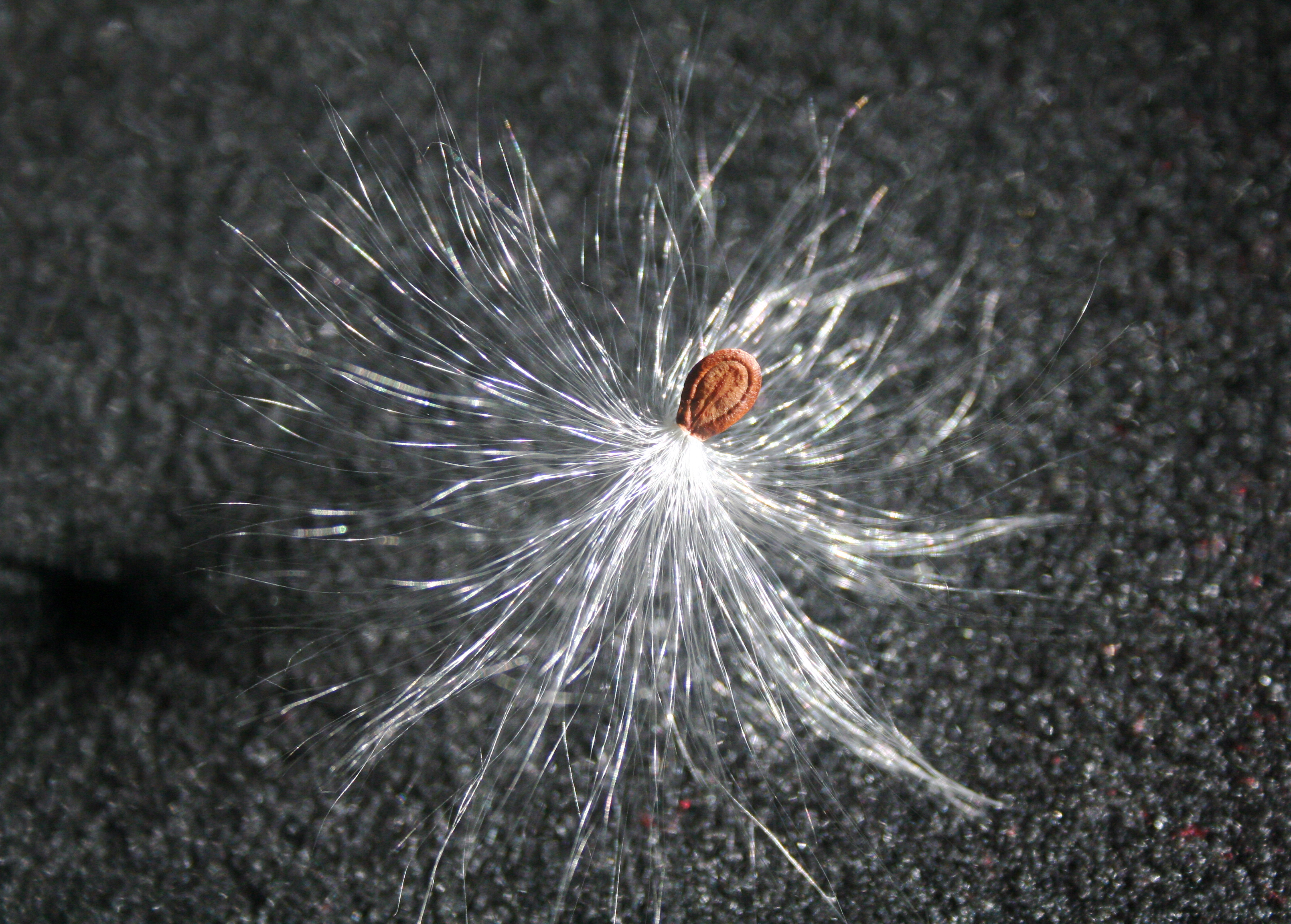
Semeno klejichy
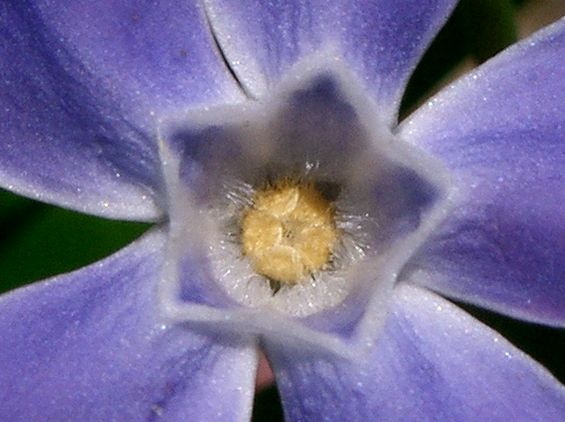
Detail květu barvínku většího (Vinca major)
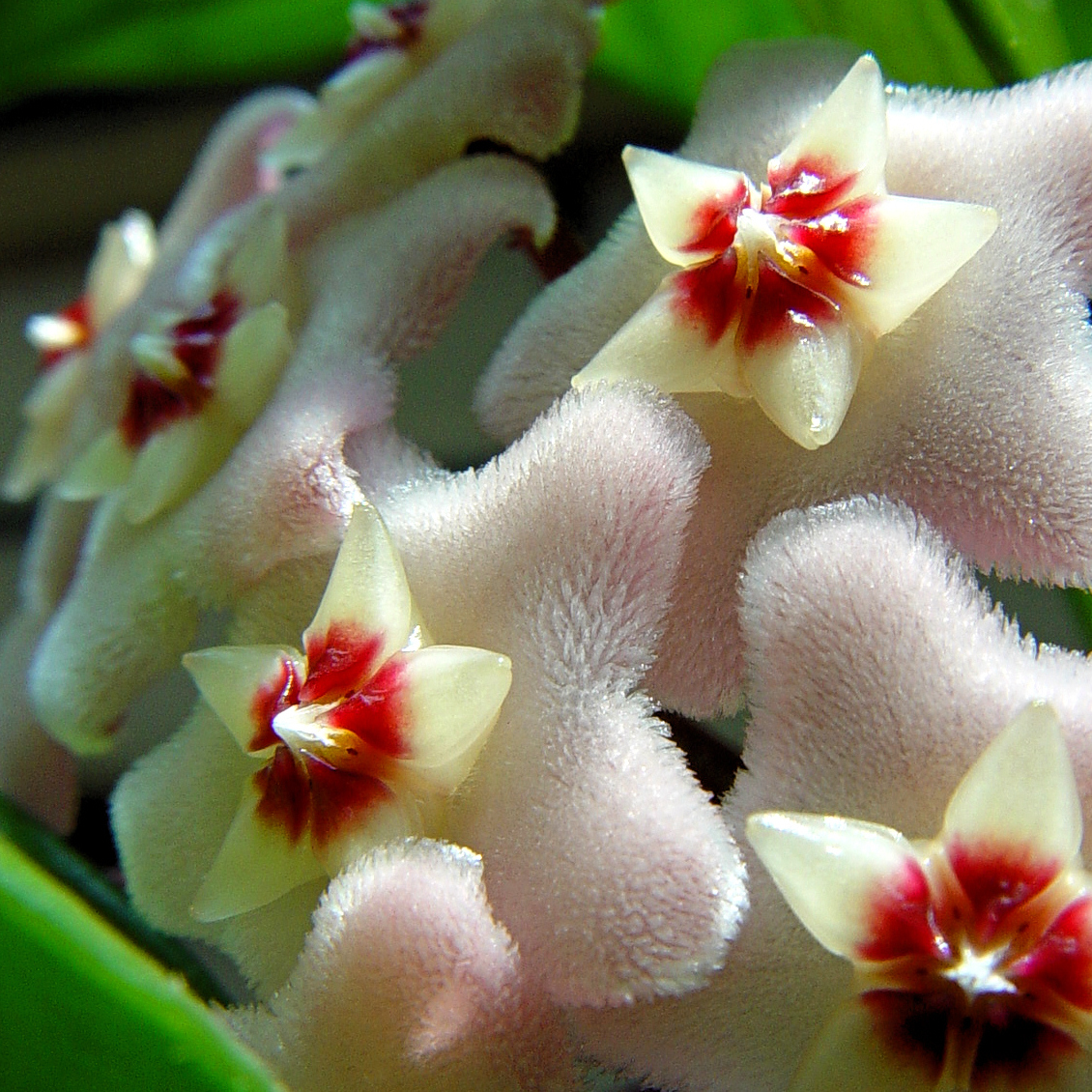
Detail květů hoji (Hoya sp.)
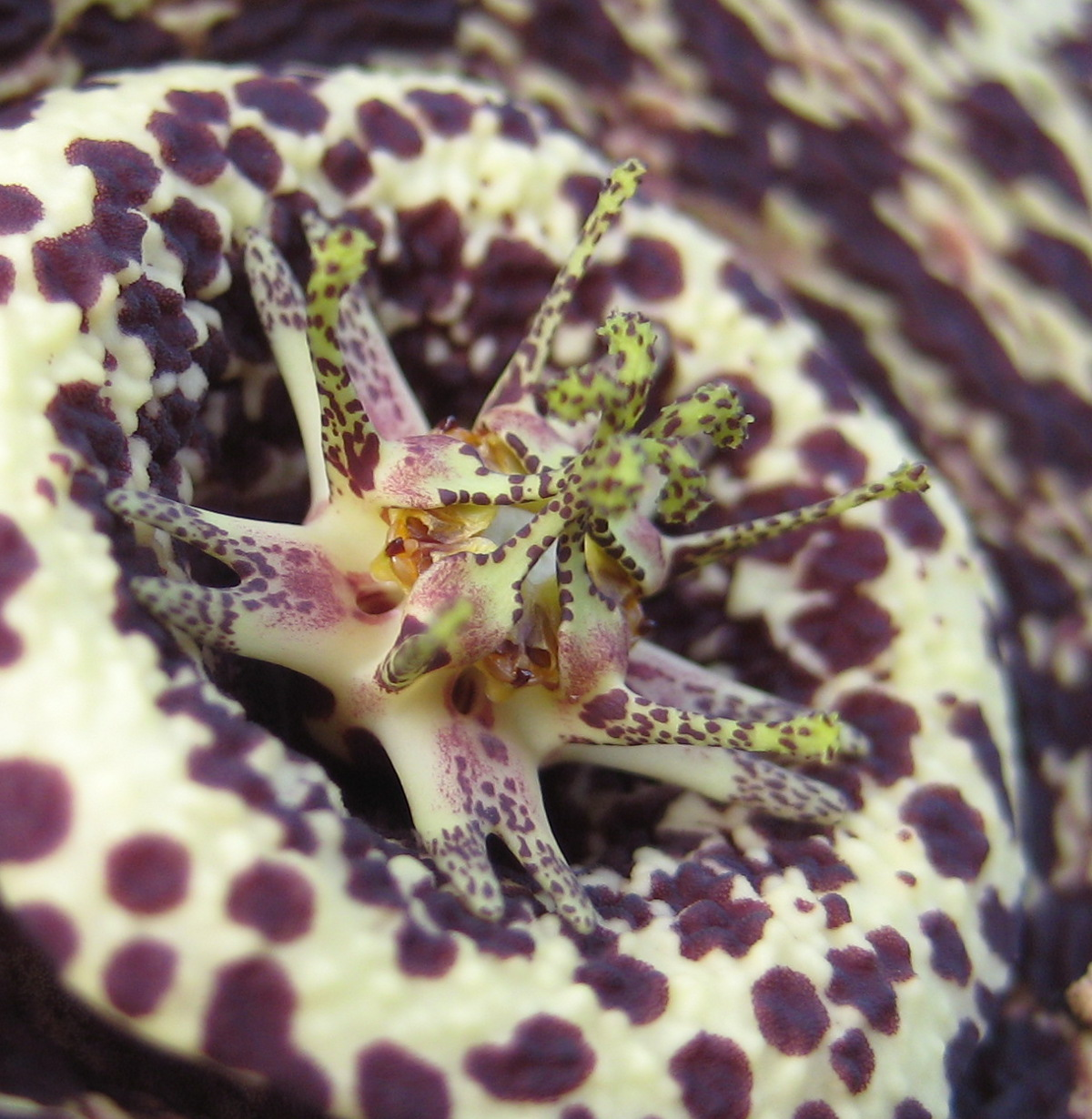
Detail gynostegia Orbea variegata

## Rozšíření
Toješťovité náleží mezi 10 největších čeledí kvetoucích rostlin. Čeleď zahrnuje přes 4500 druhů v přibližně 415 rodech. Rozšíření je celosvětové, chybí pouze v chladných oblastech severní polokoule. Největší diverzity dosahují v tropech. Největší rody jsou tolitovník (Cynanchum, asi 200 druhů), Matalea (180), svícník (Ceropegia, 160), Alyxia, Parsonsia a Taberaemontana (po 120), Mandevilla (115) a Rauvolfia (110).
V České květeně je čeleď zastoupena 2 druhy: barvínek menší (Vinca minor) a tolita lékařská (Vincetoxicum hirundinaria). V Evropské flóře je původních celkem 23 druhů. V jižní Evropě roste oleandr obecný (Nerium oleander), Trachomitum venetum, Caralluma europaea, Caralluma munbyana, Cionura erecta, Cynanchum acutum, Periploca graeca, Periploca laevigata, několik druhů tolity (Vincetoxicum fuscatum, V. canescens, V. huteri, V. nigrum, V. pannonicum, V. speciosum) a několik druhů barvínků (Vinca balcanica, V. difformis, V. herbacea, V. major). Na Krymu jsou endemické druhy Trachomitum tauricum, Vincetoxicum schmalhausenii a Vincetoxicum juzepczukii, další dva druhy tolity (Vincetoxicum rossicum a V. scandens) rostou v jiných oblastech Ruska. Některé druhy, jako Asclepias curassavica nebo Gomphocarpus fruticosus jsou ve Středomoří zplanělé.

## Ekologické interakce
Toješťovité jsou opylovány většinou hmyzem přilákaným nektarem, pouze některé druhy jsou opylovány ptáky. Semena jsou šířena nejčastěji větrem, případně zvířaty.
Specializovaná struktura květů u zástupců podčeledí Asclepiadoideae a Secamonoideae je vykládána jako adaptace opylování hmyzem a je svojí pokročilostí srovnatelná pouze s květy orchidejí.
Toješťovité jsou klasickou živnou rostlinou housenek babočkovitých motýlů podčeledi Danainae. Pyrrolizidinové alkaloidy a kardenolidy ze skupiny steroidních glykosidů obsažené v rostlinách se hromadí v tělech housenek a činí je stejně jako dospělé motýly nepoživatelnými pro ptáky. Obdobný proces probíhá i u býložravých tesaříkovitých brouků rodu Tetraopes.

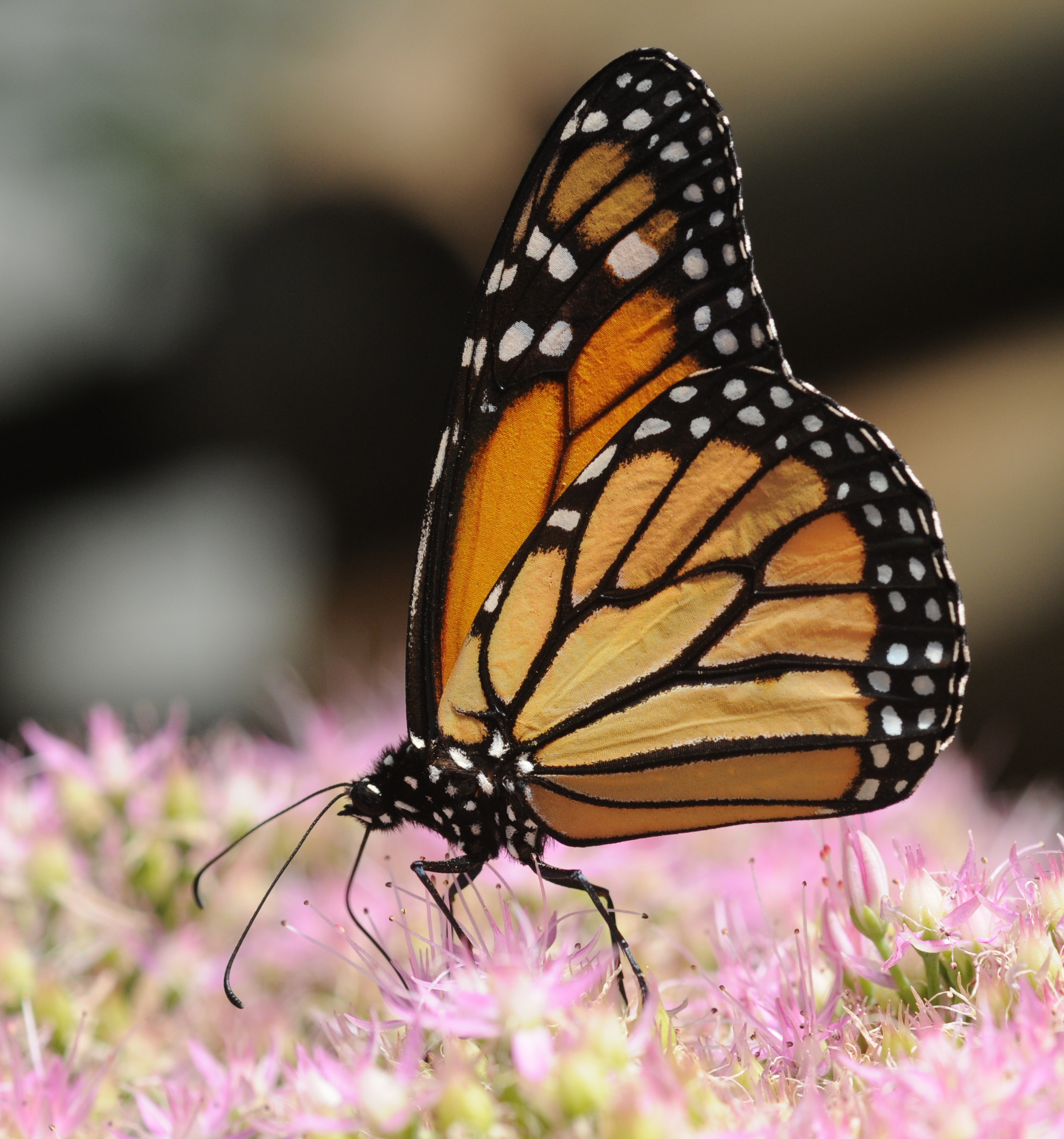
Monarch Danaus plexippus
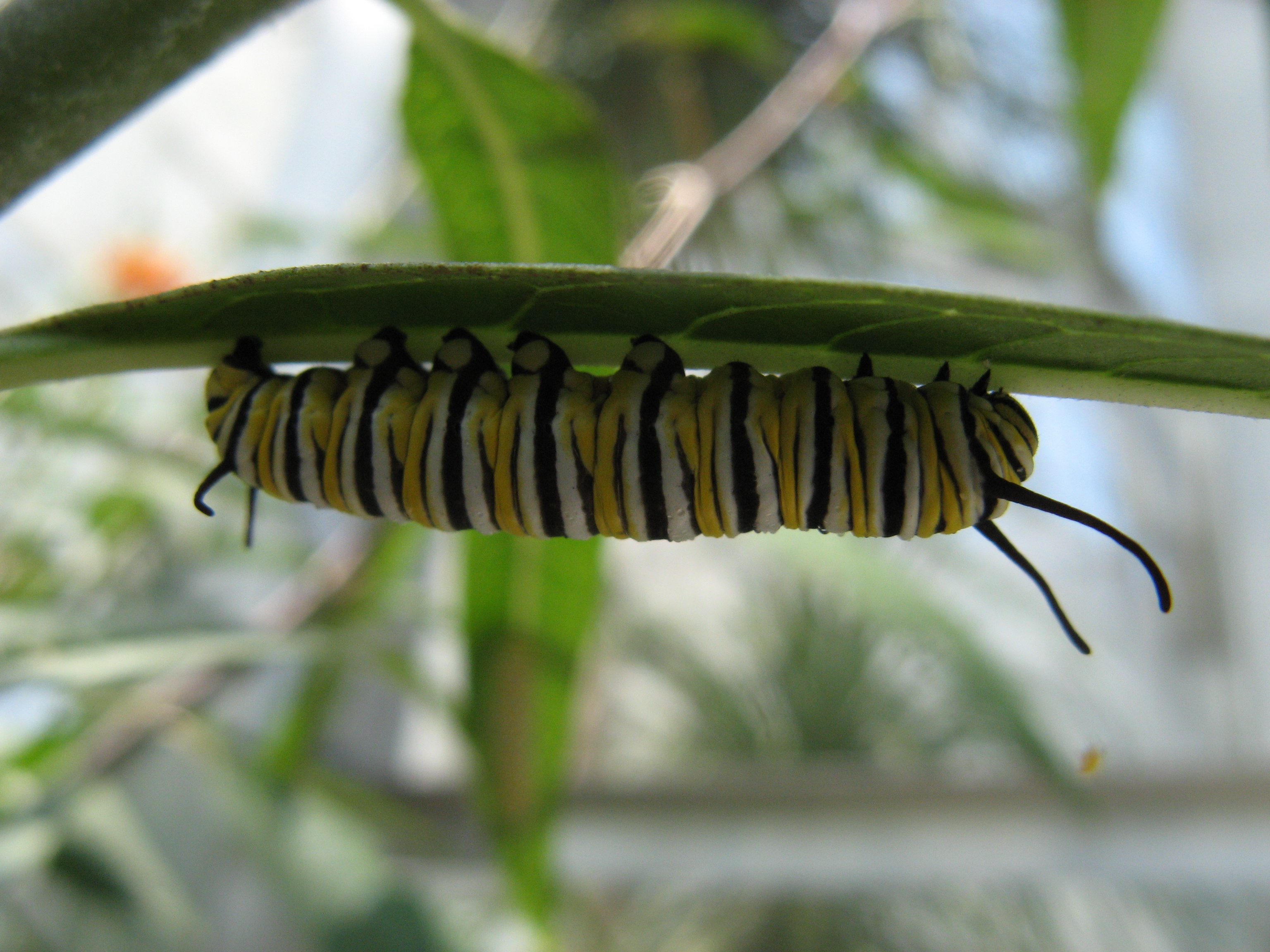
Housenka monarcha Danaus plexippus
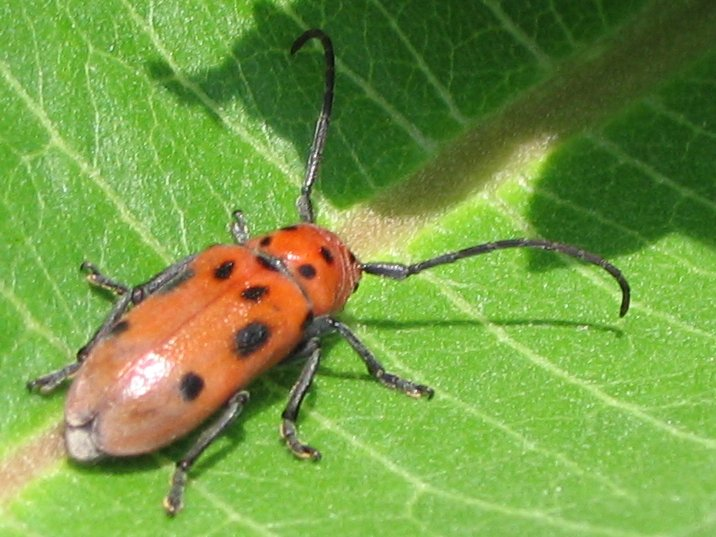
Tesařík Tetraopes tetrophthalmus

## Sukulentní zástupci
U bylinných a částečně i dřevnatých zástupců čeledi lze nalézt nejrůznější typy sukulence. Vyskytují se téměř výhradně ve Starém světě. Z celkového počtu 415 rodů toješťovitých je asi 65 rodů výlučně sukulentních, mnohé sukulenty však lze nalézt i v dalších rodech. Celkový počet sukulentních druhů této čeledi dosahuje 800. Nejběžnějším typem je stonková sukulence,

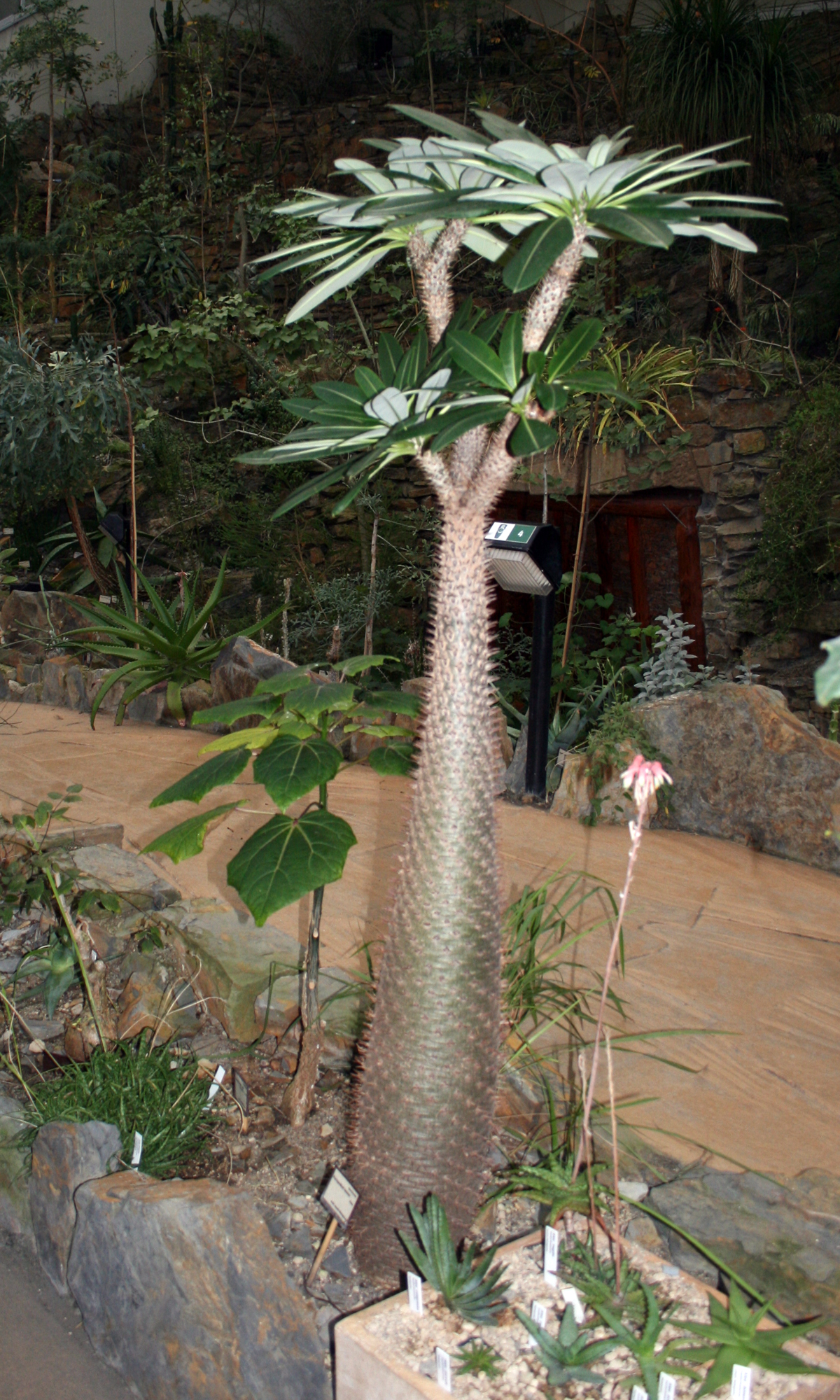
Pachypodium lamerei

### Stonkové sukulenty
Stonková sukulence je v této čeledi nejběžnějším typem. Jednu skupinu tvoří tzv. stapélie z tribu Ceropegieae podčeledi Asclepiadoideae. Jsou to sukulentní byliny charakteristické hranatými stonky s velmi redukovanými listy a čirou šťávou. Centrum jejich rozšíření je v Africe. Podobným typem je i většina svícníků (Ceropegia), rostoucích především v Africe a Arábii. Dalším typem jsou rostliny s listy a válcovitými tenkými sukulentními stonky, zastoupené především rody Cynanchum a Sarcostemma z tribu Asclepiadeae. Při poranění roní mléčnou nebo žlutavou šťávu. Centrum jejich rozšíření je na Madagaskaru. Poslední skupinu tvoří dřevnatějící a často robustní zástupci, jako jsou rody Pachypodium a Adenium.
Skupina stapélií zahrnuje celkem 326 druhů, z toho je 167 druhů endemity jižní Afriky. Dále se stapélie vyskytují v téměř celé Africe mimo centrální části Sahary a rovníkové západní Afriky, v Arábii, na jižním Madagaskaru (6 druhů rodu Stapelianthus), v Asii (rody Caralluma a Frerea) a Evropě. V Asii je několik samostatných areálů rozšíření: ve větší části Indie a na Sri Lance, v Pákistánu a přilehlých oblastech Íránu a sz. Indie, v Barmě, drobná arela je i v Nepálu. V Evropě se vyskytují 2 druhy rodu Caralluma v jižním Španělsku. Tyto rostliny mají jen výjimečně listy nebo trny. Jejich dužnaté a mnohdy červeně či hnědě zbarvené a páchnoucí květy jsou specializovány na opylování mouchami.

### Hlíznaté a kořenové sukulenty
Zástupci rodu Fockea a některé svícníky mají spodní podzemní část stonku přeměněnou v hlízu, která může u některých zástupců nabýt velikosti až 1 metr. Kořenové sukulentní hlízy je možno nalézt u různých rodů podčeledi Periplocoideae, jako jsou rody Ischnolepis, Stomatostemma, Raphionacme a Schlechterella.

### Listové sukulenty
Sukulentní listy mají zástupci rodů hoja (Hoya), dischidie (Dischidia) a několika příbuzných drobných rodů. Jsou to převážně liány, epifyty a litofyty a vyskytují se od Indie po jihovýchodní Asii a Austrálii. Velký počet druhů roste v deštných lesích Malajsie, Indonésie a Papuy Nové Guiney. Mezi listové sukulenty náleží i několik druhů afrických svícníků (Ceropegia).

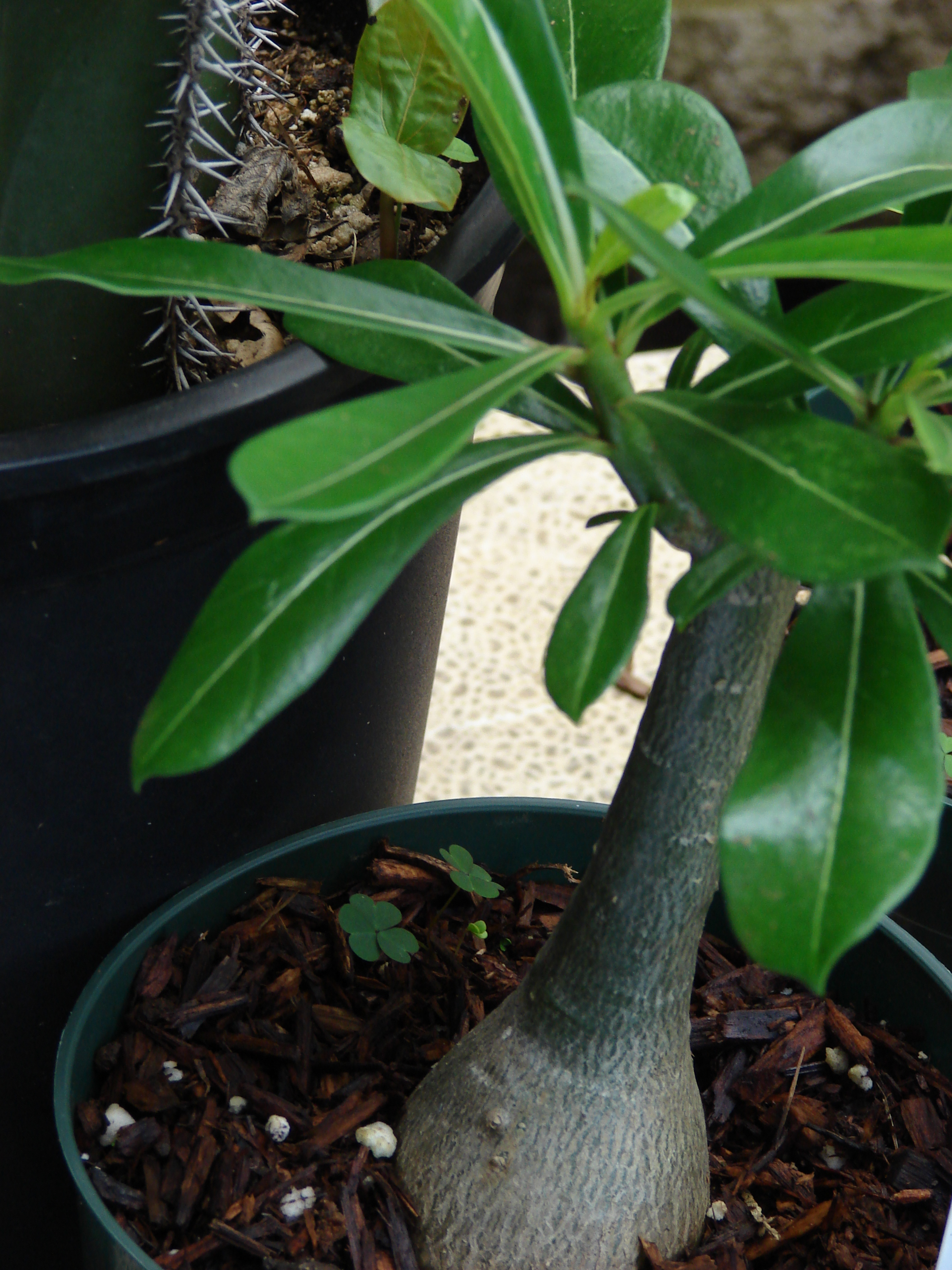
Stonková sukulence: Adenium obesum
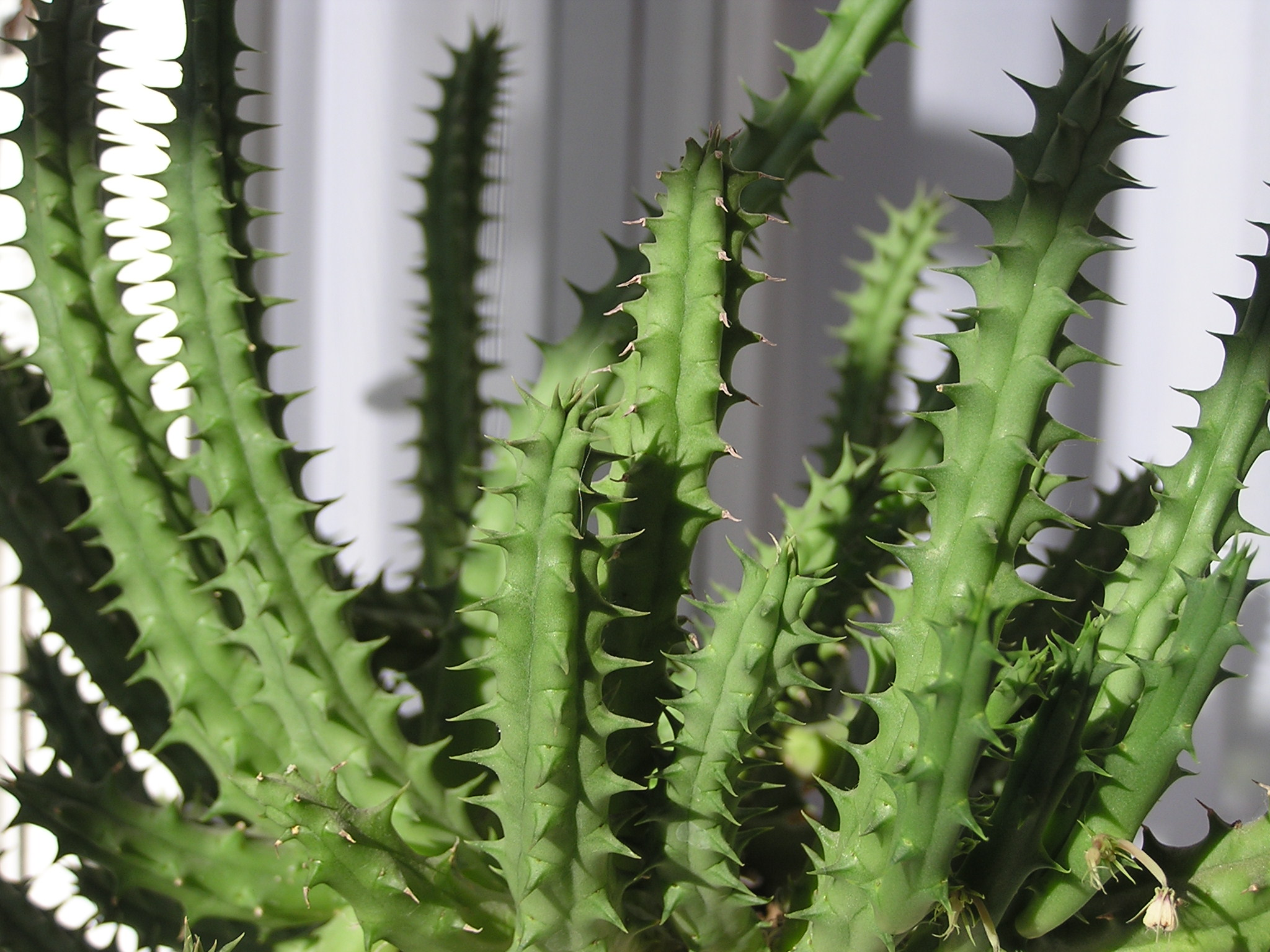
Stonková sukulence: Huernia sp.
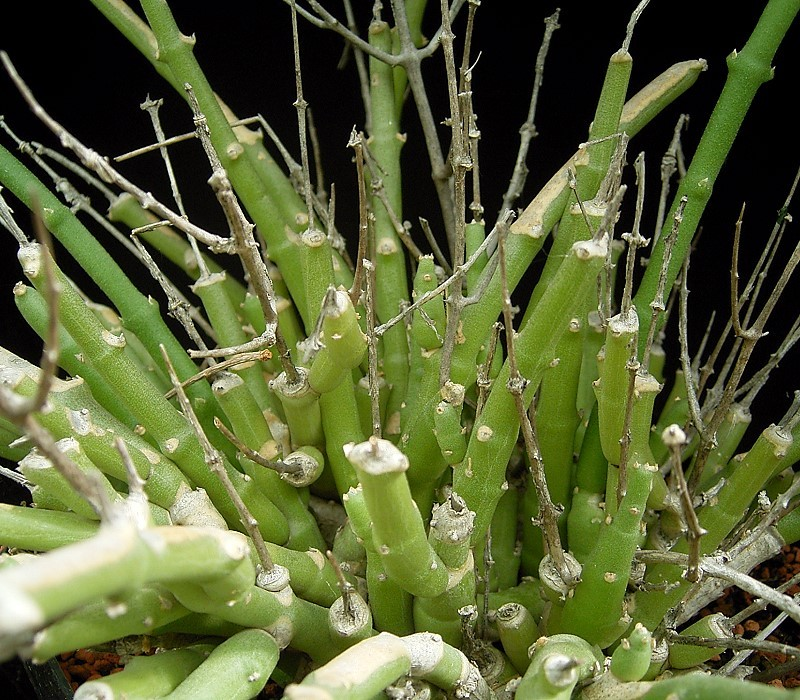
Stonková sukulence: Sarcostemma viminale
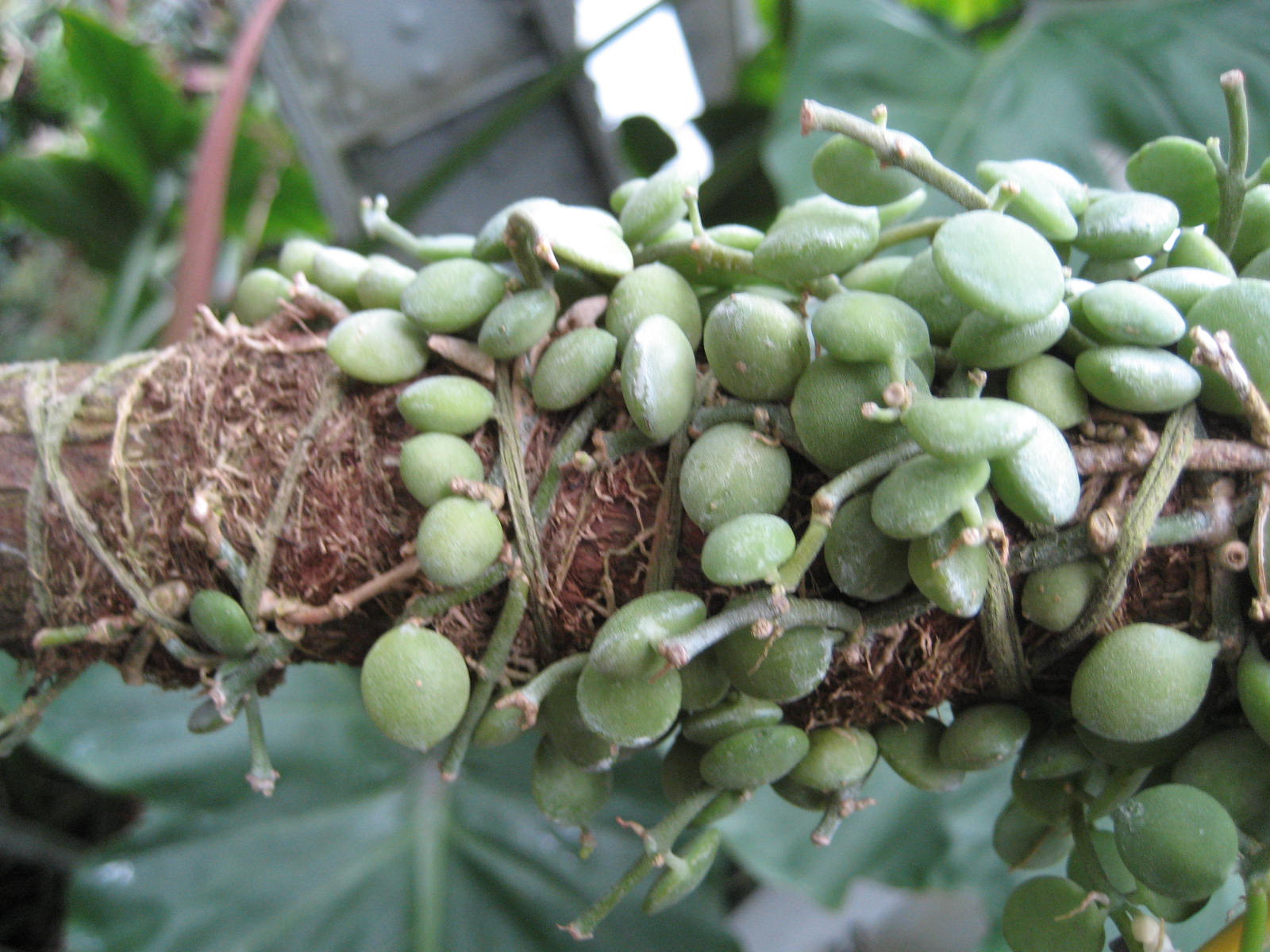
Listová sukulence: Dischidia nummularia
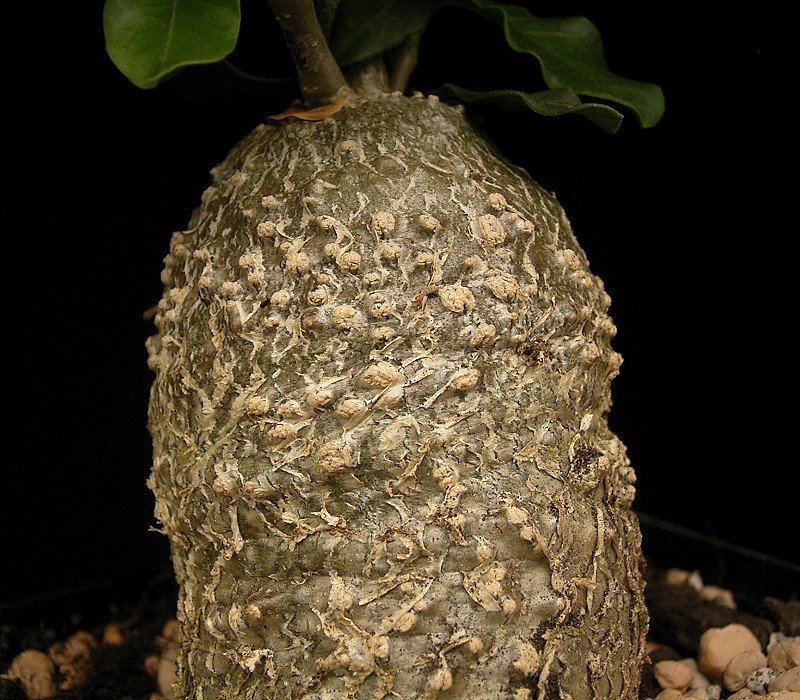
Hlízová sukulence: Fockea edulis

## Stromy
Zvláště v tropických pralesích náleží k toješťovitým i mohutné stromy. V tropické Americe rostou běžně např. zástupci rodů Aspidosperma, Couma, Ambelania, Lacmellea, Macoubea a mnohé jiné. Většina druhů mimo rodu  Aspidosperma má řídký mléčný latex a vstřícné, případně přeslenité listy. V tropických pralesích východní Austrálie roste zejména Alstonia scholaris.

## Taxonomie
Ve většině tradičních taxonomických systémů (Cronquist, Dahlgren) byly rozlišovány 2 čeledi: toješťovité (Apocynaceae, 164 rodů) a klejichovité (Asclepiadaceae, 250 rodů). Molekulárními metodami však bylo zjištěno, že čeleď toješťovité je v tomto pojetí parafyletická a obě čeledi byly v systému APG sloučeny do jedné.
V dnešní taxonomii se tato čeleď dělí na 5 podčeledí:
- Rauvolfioideae – asi 980 druhů v 84 rodech, pantropické s přesahy do mírného pásu
- Apocynoideae – asi 860 druhů v 87 rodech, pantropické s přesahy do mírného pásu
- Periplocoideae – asi 180 druhů ve 31 rodech, tropy Starého světa s přesahy do suchých oblastí mírného pásu
- Secamonoideae – asi 170 druhů v 9 rodech, tropy Starého světa, zvl. Madagaskar, s přesahy do mírného pásu
- Asclepiadoideae – přes 2300 druhů v asi 214 rodech, tropy až mírný pás, nejvíce v Africe.[2][5]

Podčeledi Rauvolfioideae a Apocynoideae byly shledány parafyletickými.

ibogain

## Obsahové látky
Toješťovité obsahují celou paletu účinných látek, charakteristické jsou zvláště indolové alkaloidy, dále pyridinové, pyrrolizidinové a steroidní alkaloidy, iridoidy, kardioaktivní glykosidy.

## Zástupci
- adénium (Adenium)
- akokantera (Acokanthera)
- alamanda (Allamanda)
- alstonie (Alstonia)
- alyxie (Alyxia)
- amsonie (Amsonia)
- barvínek (Vinca)
- barvínkovec (Catharanthus)
- besednice (Pergularia)
- dischidie (Dischidia)
- dregea (Dregea)
- duválie (Duvalia)
- dyera (Dyera)
- funtumie (Funtumia)
- glosonema (Glossonema)
- gonolobus (Gonolobus)
- gymnema (Gymnema)
- hankornie (Hancornia)
- hoja (Hoya), syn. voskovka
- holarhena (Holarrhena)
- huernie (Huernia)
- chrastoun (Cerbera)
- jasmínovka (Trachelospermum), syn. jasmínovník
- plchoplod (Calotropis), syn. kalotropis
- karaluma (Caralluma)
- klejicha (Asclepias)
- krutikvět (Strophanthus)
- lachnostoma (Lachnostoma)
- lakmela (Lacmellea)
- landolfie (Landolphia)
- leptadenie (Leptadenia)
- mandevila (Mandevilla)
- marsdenie (Marsdenia)
- nahoška (Echites)
- oleandr (Nerium)
- ostnoplod (Gomphocarpus)
- pachypodium (Pachypodium)
- piarantus (Piaranthus)
- plumérie (Plumeria)
- sarkostema (Sarcostemma)
- skamona (Secamone)
- smrdutka (Stapelia)
- sorva (Couma)
- sumečník (Urceola)
- svícník (Ceropegia)
- svidina (Periploca)
- štítosemenka (Aspidosperma)
- tabernante (Tabernanthe)
- tabernemontana (Tabernaemontana)
- tevécie (Cascabela, syn. Thevetia)
- toješť (Apocynum)
- tolita (Vincetoxicum)
- tolitovník (Cynanchum)
- užovkovka (Echidnopsis)
- věncovec (Stephanotis)
- voakanga (Voacanga)
- voskovec (Carissa)
- wrightie (Wrightia)
- záměl (Hoodia)
- zmijovnice (Rauvolfia)[9][10]

## Význam
Toješťovité jsou významné díky účinným obsahovým látkám především pro medicínu, mnohé druhy také poskytují textilní a jiná vlákna a kaučuk. Je mezi nimi relativně málo potravin. Některé druhy slouží jako okrasné rostliny.

### Lékařství a léčitelství
Některé druhy jsou zdrojem účinných látek využívaných v medicíně, např. při chemoterapii (barvínkovec růžový), při léčbě potíží s prokrvováním mozku (barvínek menší) nebo při léčení vysokého krevního tlaku (Rauvolfia serpentina). Sušená kůra Alstonia scholaris je v Indické medicíně využívána pod názvem 'chatim' při léčbě úplavice a horečky a kdysi se dovážela i do Evropy. Místně se v Asii i tropické Africe používají různé druhy Holarrhena jako prostředek proti parazitům, při léčbě úplavice, cholery, bronchitidy, hemoroidů a jiných chorob. Dnes již jen velmi málo jsou používána velmi účinná kardiotonika z různých druhů rodu krutikvět (Strophanthus). Afričtí šamani využívají kořeny Tabernanthe iboga a semena Voacanga africana při rituálních obřadech.
Lidová medicína využívá toješťovité vzhledem k jejich jedovatosti omezeně. Nať barvínku menšího (Vinca minor) je používána na snížení krevního tlaku a regeneraci krve, při úplavici, krvácení z nosu a vykašlávání krve a zevně pak na rány a ústní infekce. Tolita lékařská (Vincetoxicum hirundinaria) je dns využívána již jen zevně, při léčení vyrážek a některých typů ekzémů. V tradiční čínské medicíně jsou v omezeném rozsahu využívány druhy Cynanchum atratum a Trachelospermum jasminoides.

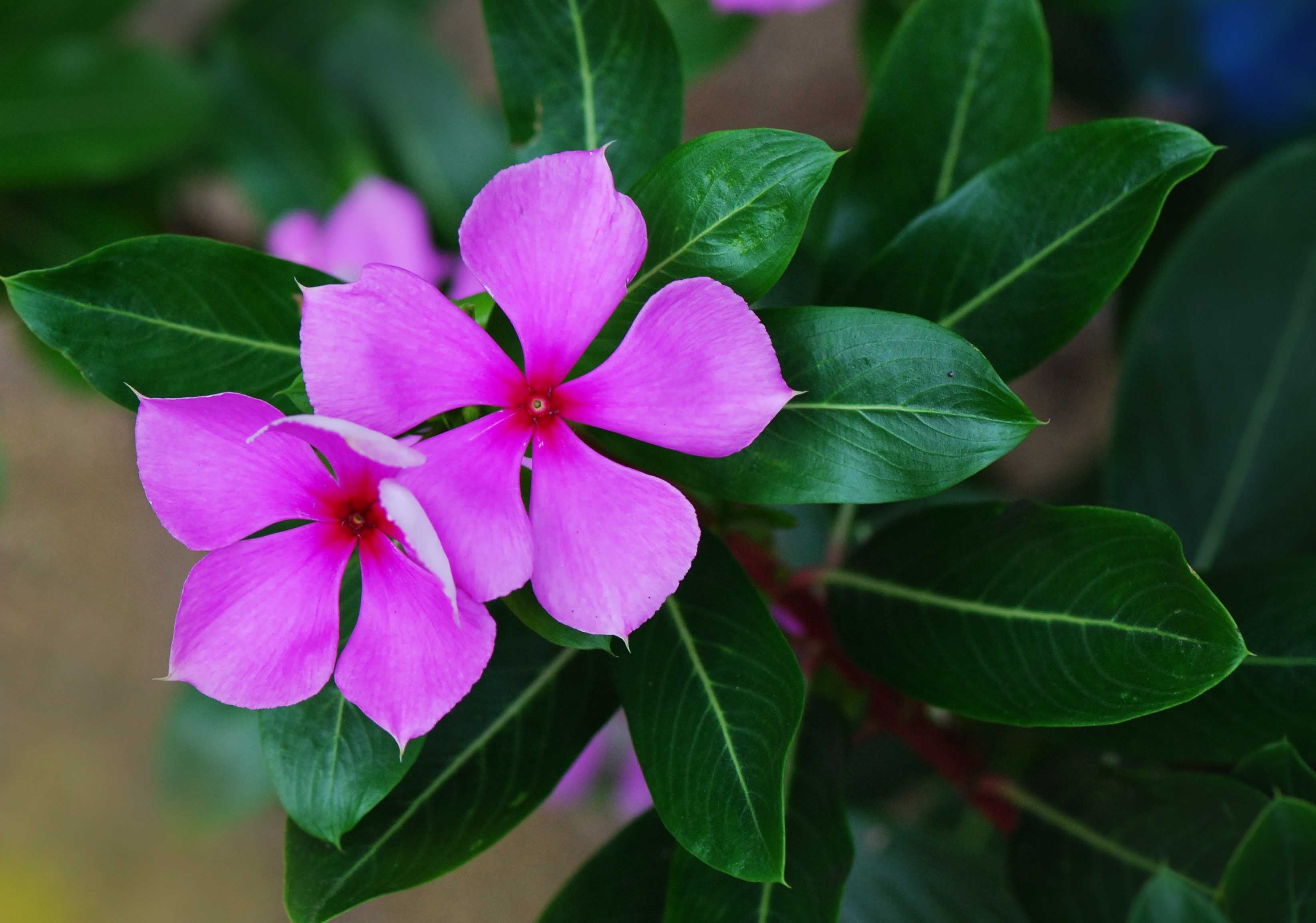
Catharanthus roseus
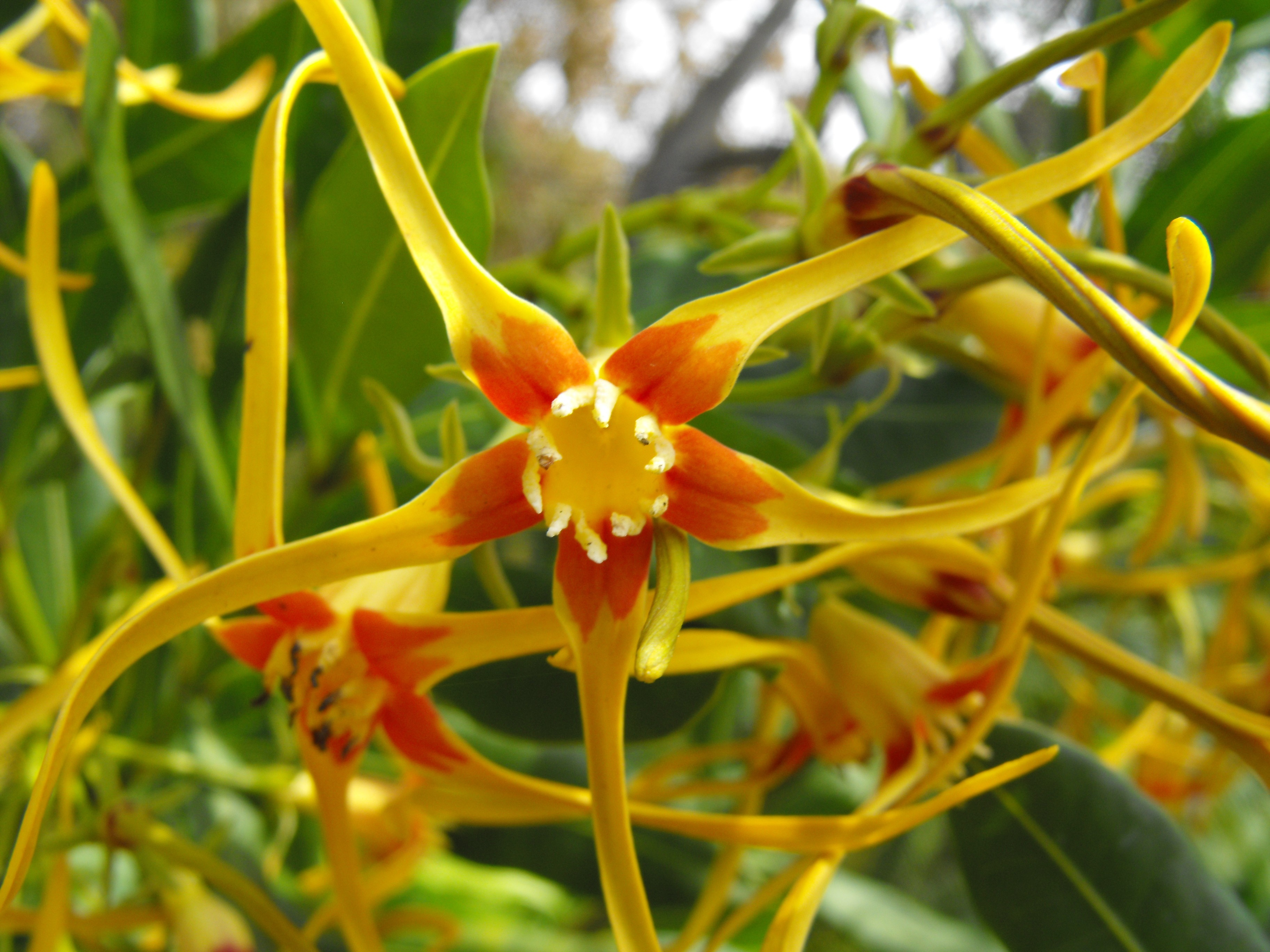
Kvetoucí krutikvět Strophanthus speciosus
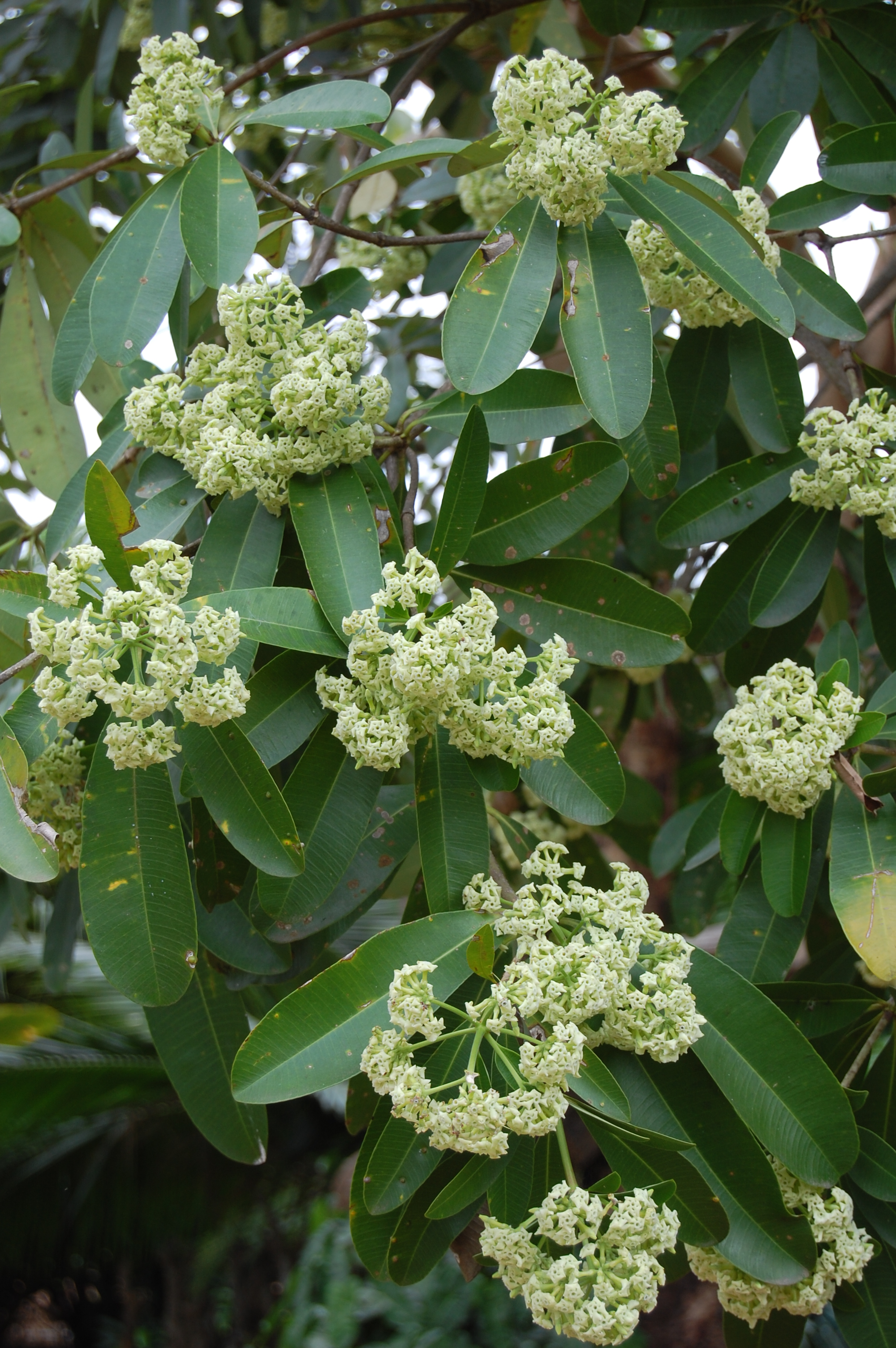
Alstonia scholaris
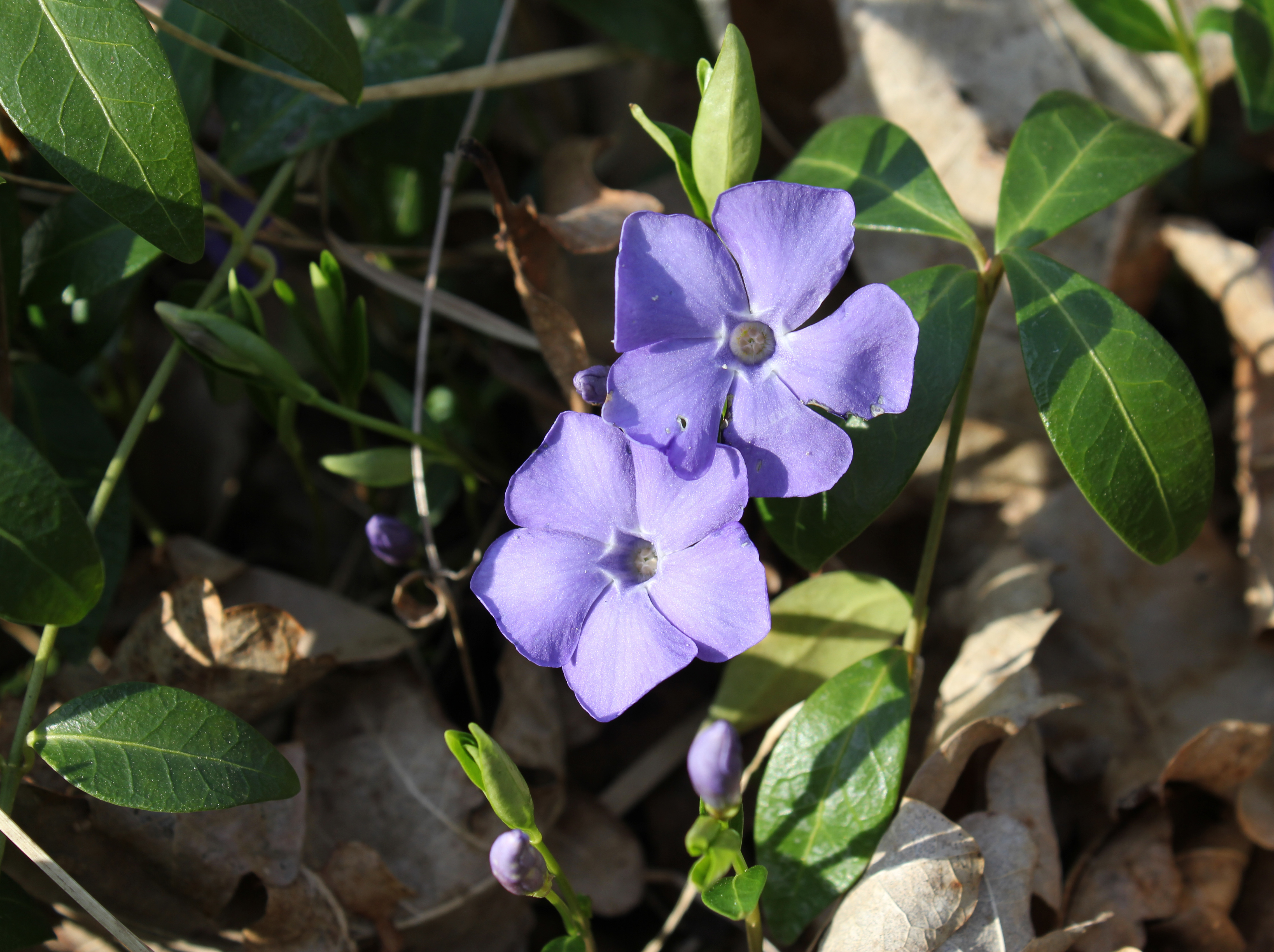
Barvínek menší (Vinca minor)
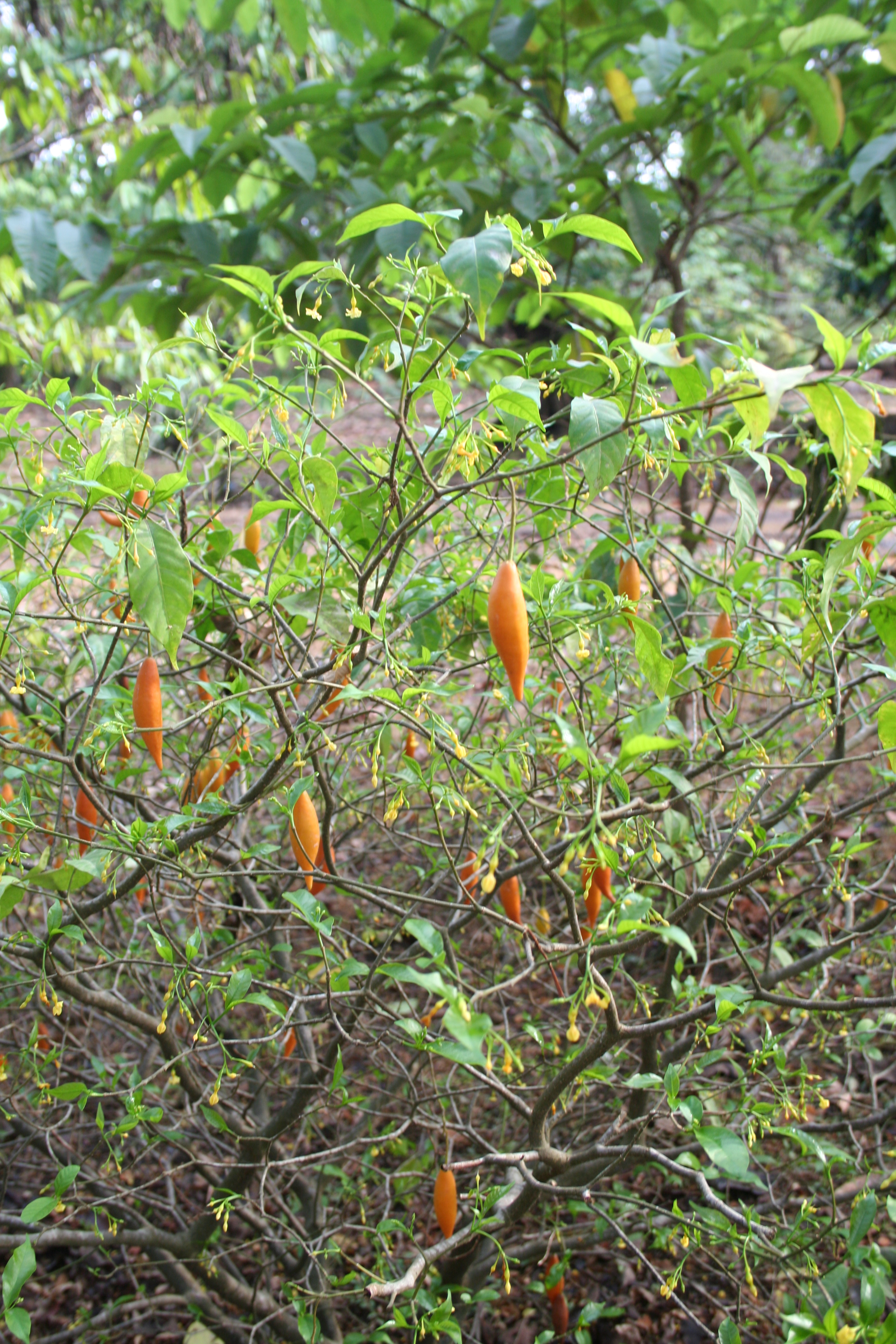
Iboga (Tabernanthe iboga)

### Technické plodiny

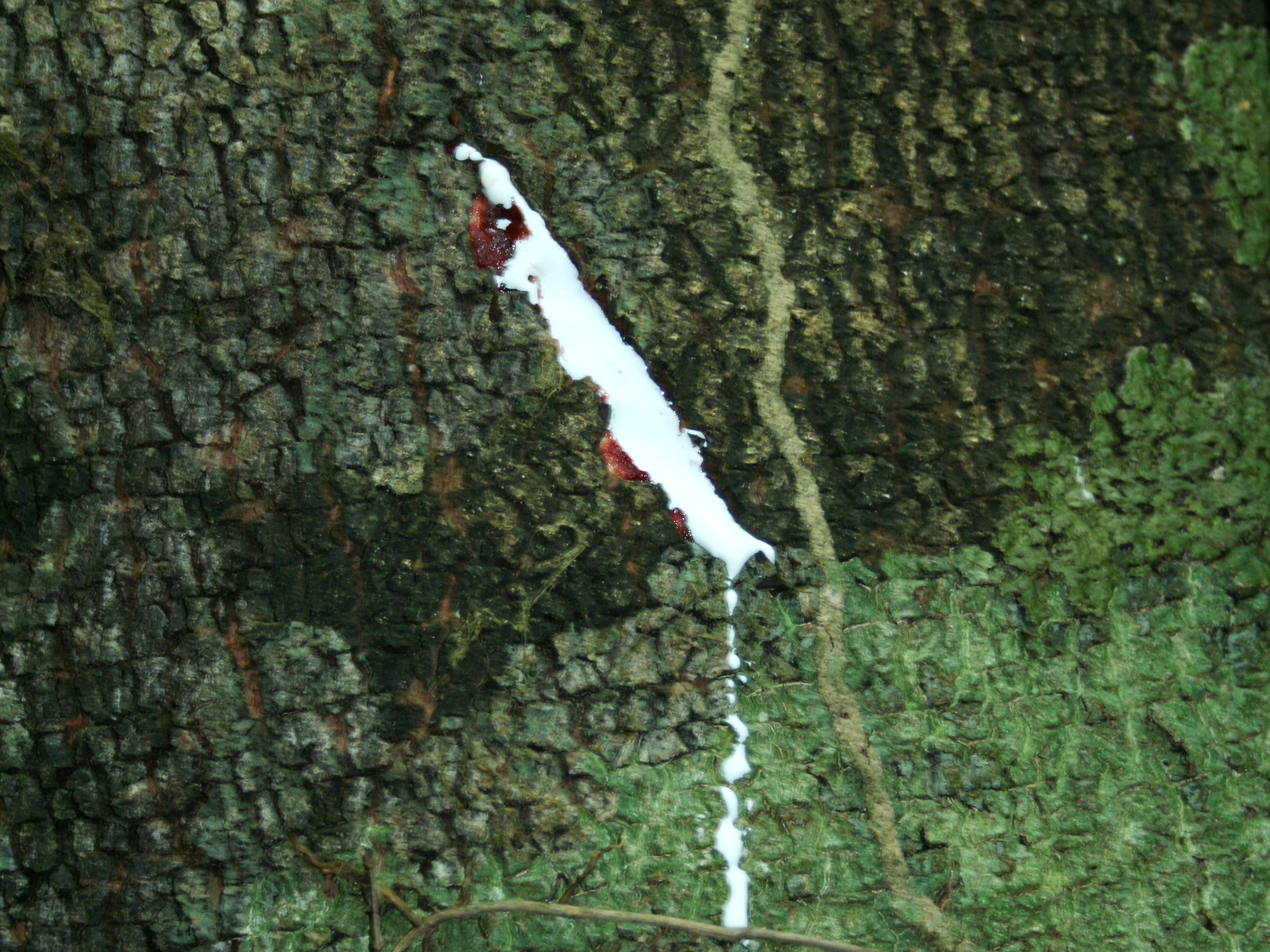
Mléčný latex vytékající z naseknutého kmene Couma macrocarpa

Mnohé druhy toješťovitých poskytují vlákna většinou místního významu, získávaná buď z lýka nebo z chmýru semen. Lýko některých druhů toještě (Apocynum) je zdrojem měkkých ale pevných vláken. V Severní Americe se takto využívá druh Apocynum cannabinum, jehož vlákna využívali indiáni k výrobě tkanin, provazů a rybářských sítí odolných proti rozkladu. V Indii se pro vlákna místně pěstuje Baumontia grandiflora, Marsdenia tenacissima, Calotropis gigantea a C. procera. Z dalších jsou to různé druhy klejichy, např. Asclepias incarnata a A. curassavica.
Kaučuk se v Africe těžil z různých druhů rodu Landolphia a také z druhu Funtumia elastica. Jihoamerický strom Couma macrocarpa a některé příbuzné druhy poskytují chutný latex, používaný jako mléko do kávy a po povaření dávající žvýkací gumu. Jedlé jsou i plody.
Dřevo jihoamerických stromů rodu Aspidosperma je velmi pevné a je běžně využíváno na stavbu mostů, lešení, výrobu pádel a podobně.

### Potraviny
Plody Ambelania acida se jedí v Amazonii, nejprve se ale musí zakvasit, jinak působí projímavě. V Africe i Asii slouží jako místní ovoce bobule různých druhů Carissa, podobně v tropické Americe Lacmellea.

### Okrasné rostliny

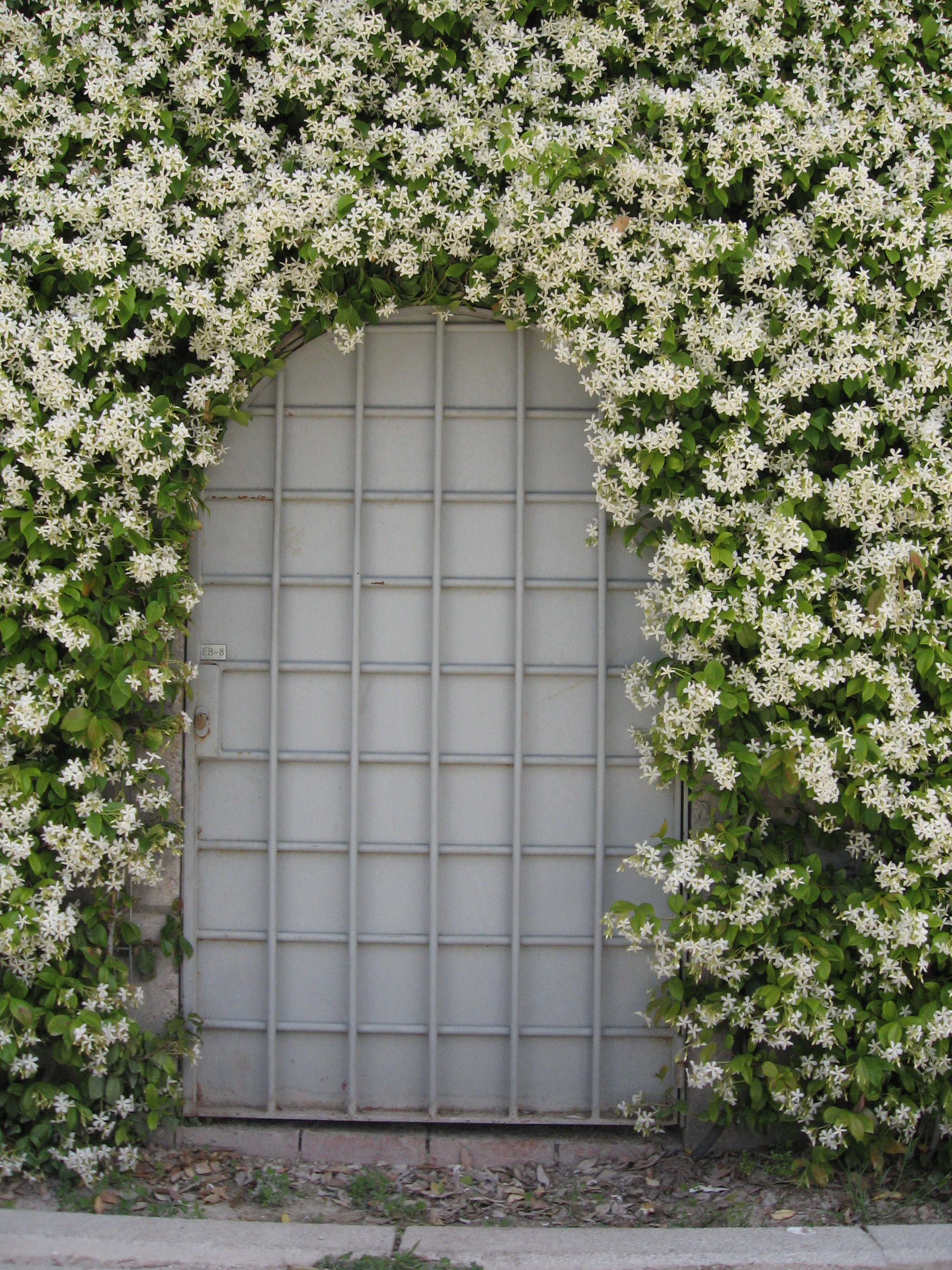
Porost Trachelospermum jasminoides

Mnohé druhy slouží zvláště v tropech jako okrasné rostliny. Často mají velké a nápadné květy. Ve Středomoří je běžně pěstován v různých barevných variantách oleandr obecný (Nerium oleander). Dalším oblíbeným druhem je bělokvětá bujně rostoucí liána Trachelospermum jasminoides, používaná ve Středomoří k ozelenění stěn a pergol. Dále se v tropech a subtropech pěstují okrasné druhy Adenium obesum, Allamanda cathartica, Plumeria alba a Plumeria rubra, Cascabela thevetia a mnohé jiné.
Jako pokojové rostliny se pěstují především hoji (Hoya), svícník Ceropegia woodii a věncovec květnatý (Stephanotis floribunda). Mnohé rody a druhy především afrických stapélií jsou pěstovány ve sbírkách sukulentů.

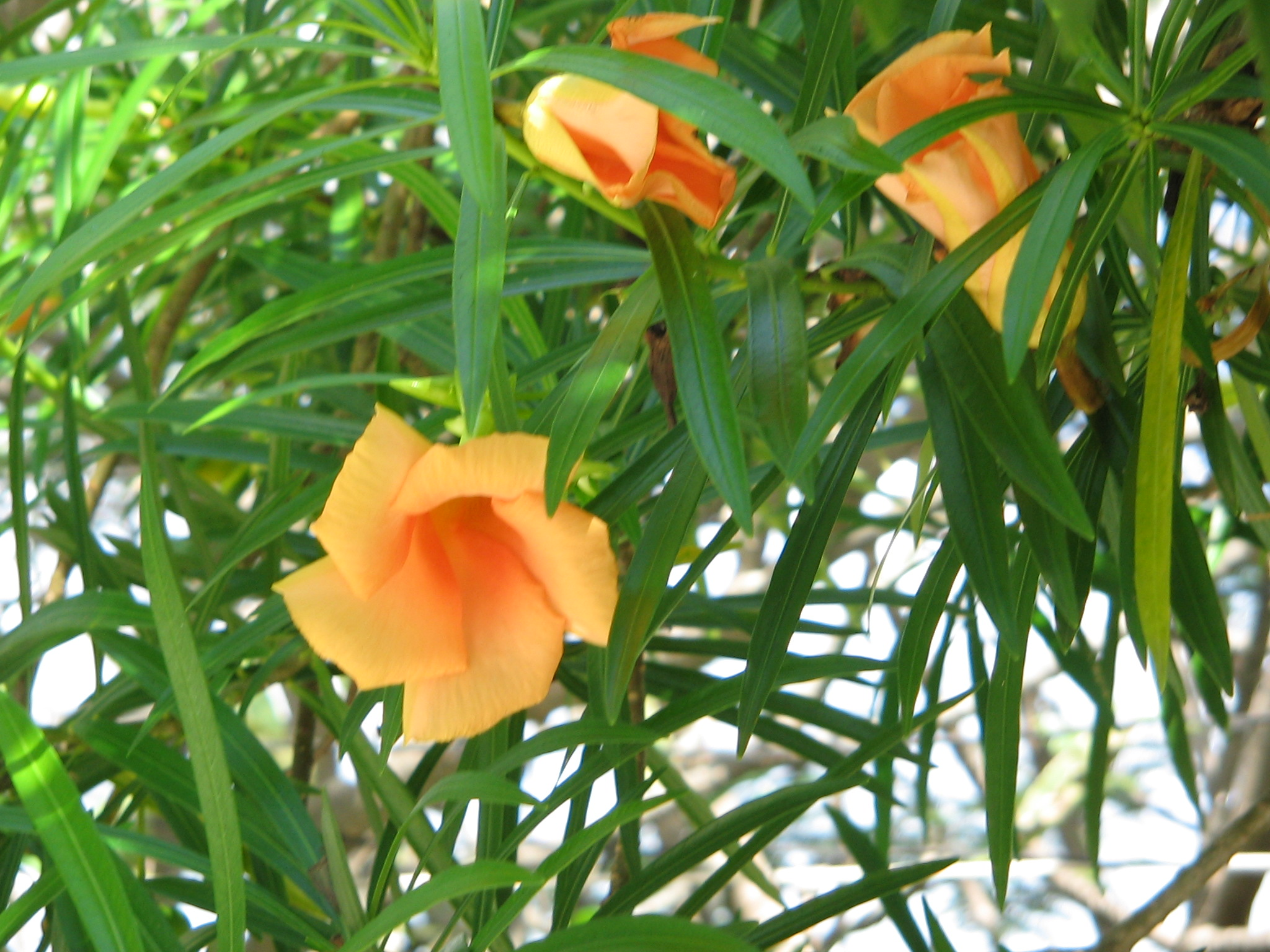
Kvetoucí tevécie oleandrolistá (Cascabela thevetia) 'Aurantiaca'
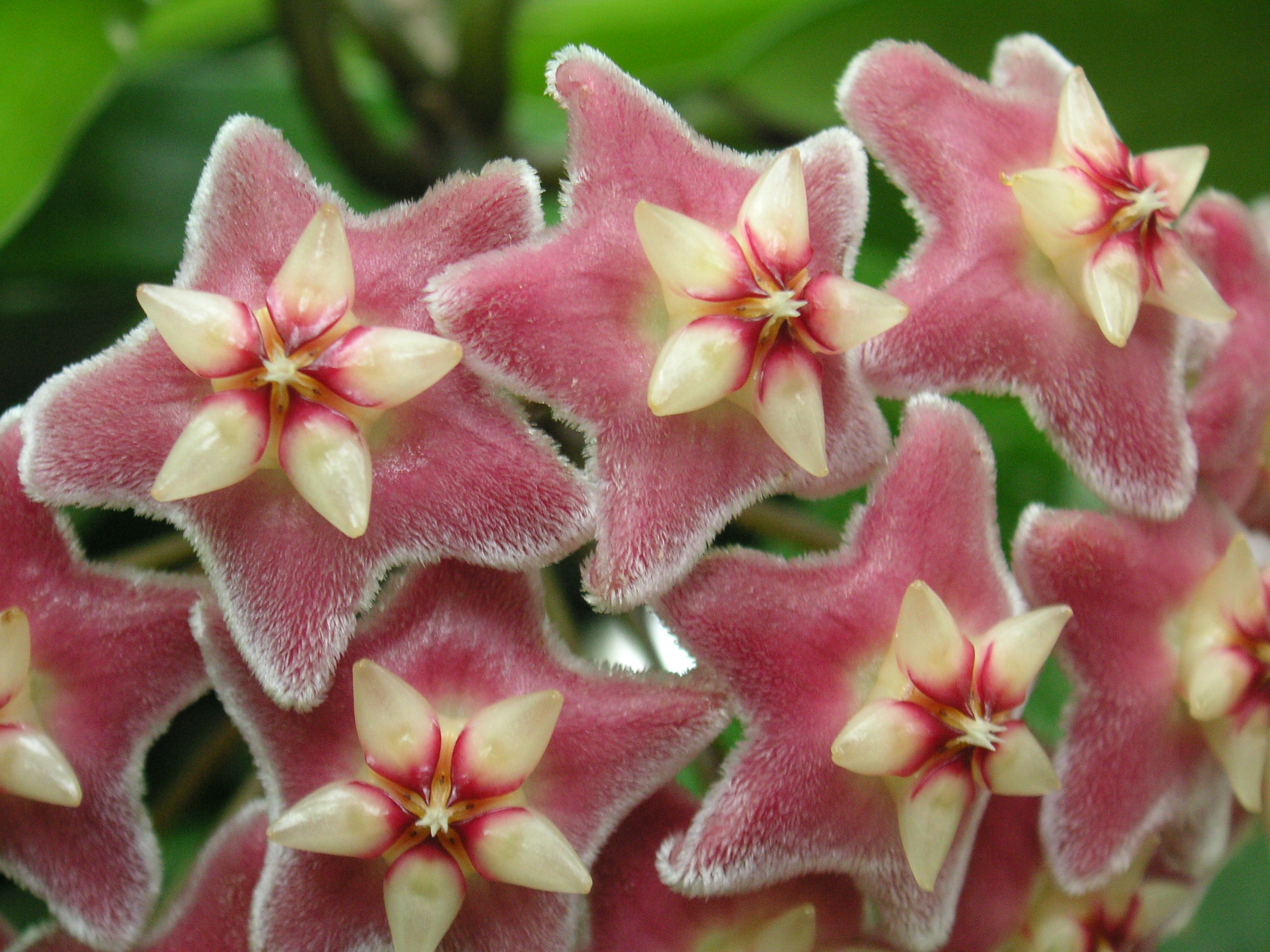
Detail květů hoji Hoya pubicalyx
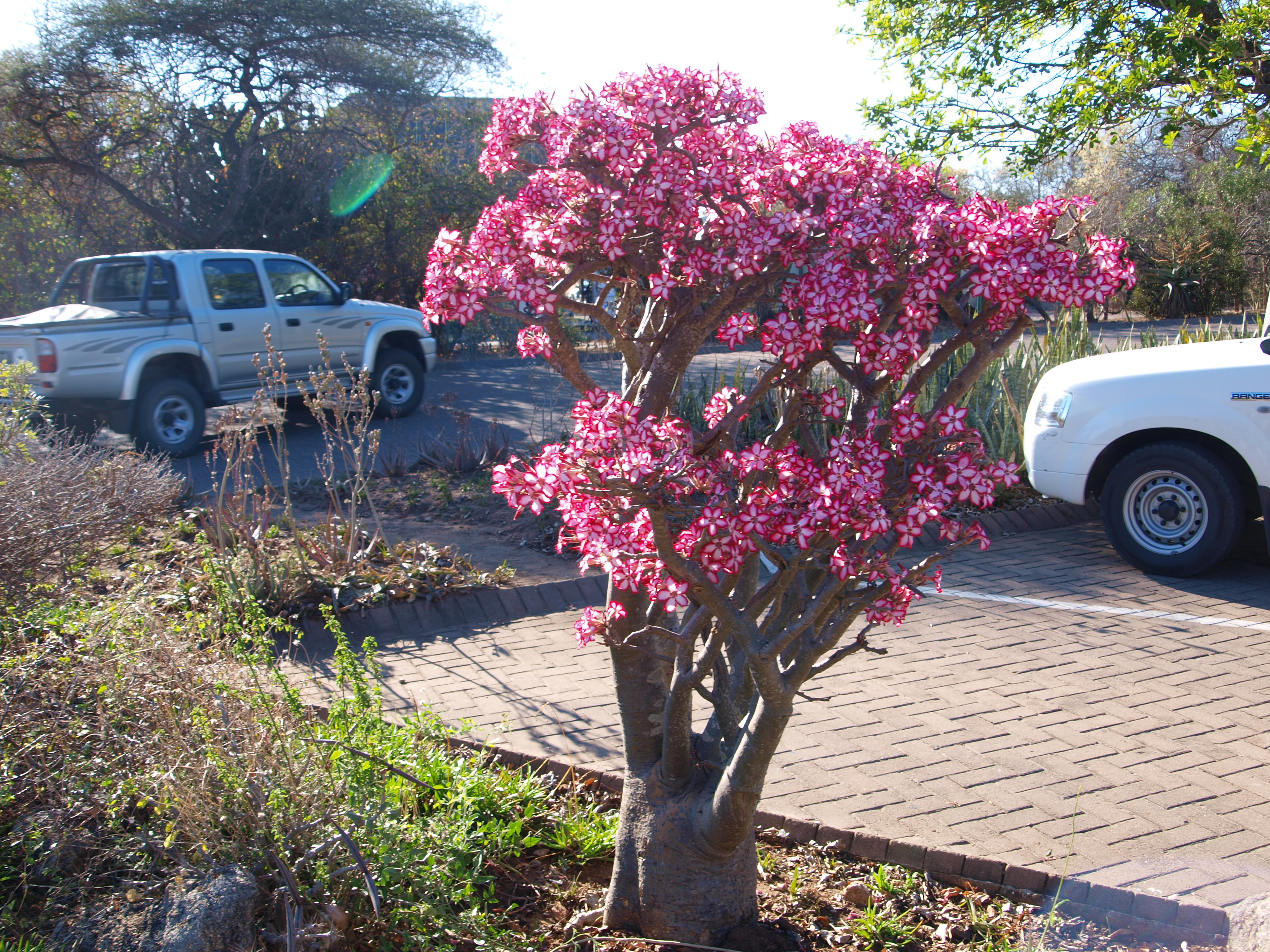
Adenium multiflorum jako pouliční zeleň
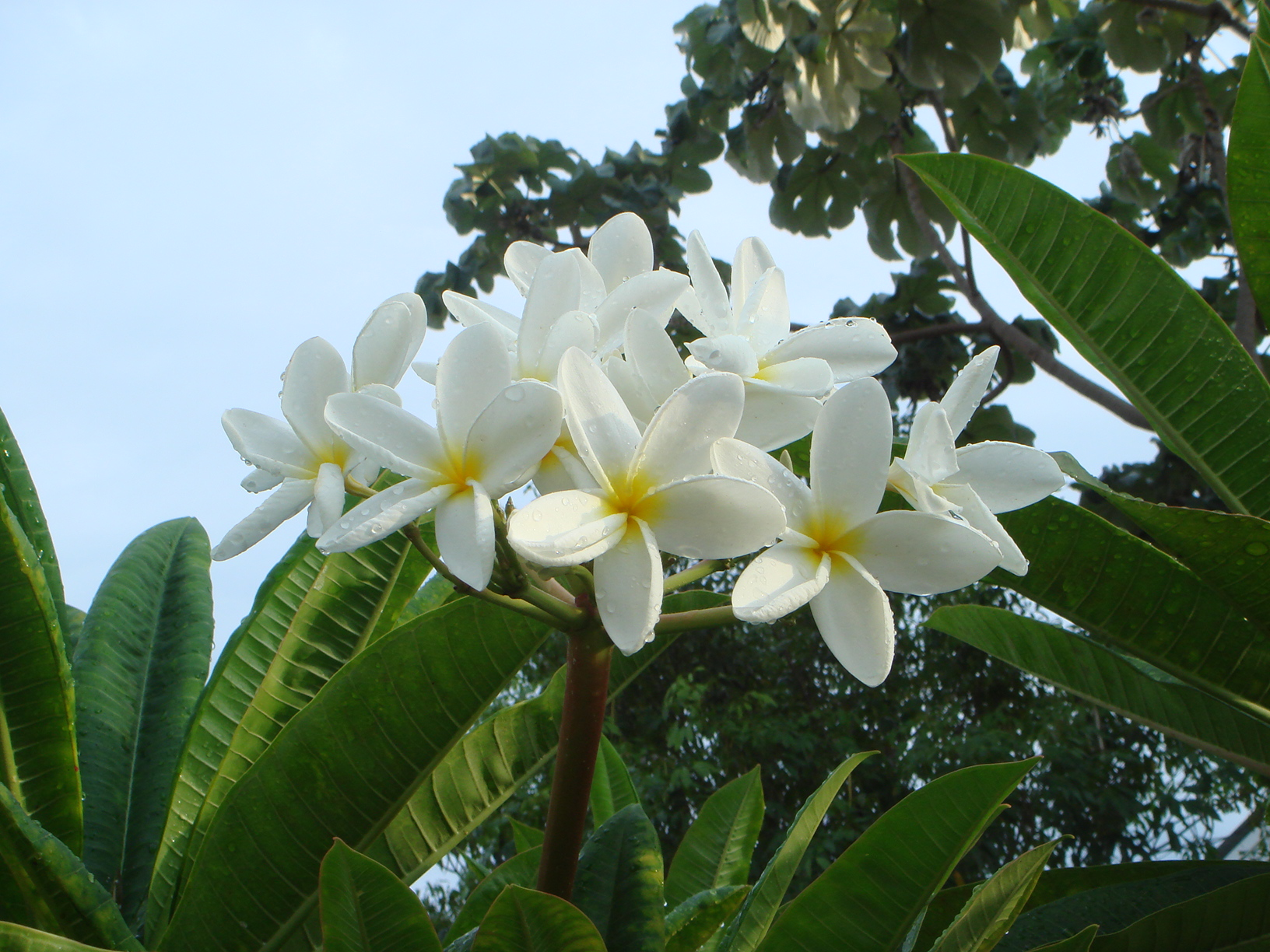
Bělokvětá varieta Plumeria rubra

## Přehled rodů
Acokanthera,
Adenium,
Aganosma,
Alafia,
Allamanda,
Allomarkgrafia,
Allowoodsonia,
Alstonia,
Alyxia,
Amalocalyx,
Ambelania,
Ampelamus,
Amphineurion,
Amsonia,
Ancylobothrys,
Anechites,
Anemotrochus,
Angadenia,
Anisopus,
Anisotoma,
Anodendron,
Apocynum,
Apteranthes,
Araujia,
Artia,
Asclepias,
Asketanthera,
Aspidoglossum,
Aspidonepsis,
Aspidosperma,
Astephanus,
Asterostemma,
Atherandra,
Australluma,
Baharuia,
Bahiella,
Baissea,
Ballyanthus,
Barjonia,
Baroniella,
Baseonema,
Batesanthus,
Baynesia,
Beaumontia,
Blepharodon,
Boucerosia,
Bousigonia,
Buckollia,
Calciphila,
Callichilia,
Calocrater,
Calotropis,
Calyptranthera,
Cameraria,
Campestigma,
Camptocarpus,
Caralluma,
Carissa,
Carruthersia,
Carvalhoa,
Cascabela,
Catharanthus,
Caudanthera,
Cerbera,
Cerberiopsis,
Ceropegia,
Chamaeclitandra,
Chilocarpus,
Chlorocyathus,
Chonemorpha,
Cibirhiza,
Cionura,
Cleghornia,
Clitandra,
Condylocarpon,
Conomitra,
Cordylogyne,
Cosmostigma,
Couma,
Craspidospermum,
Crioceras,
Cristobalia,
Cryptolepis,
Cryptostegia,
Cycladenia,
Cyclocotyla,
Cylindropsis,
Cynanchum,
Decalepis,
Decanema,
Desmidorchis,
Dewevrella,
Dictyophleba,
Diplolepis,
Diplorhynchus,
Dischidanthus,
Dischidia,
Dischidiopsis,
Ditassa,
Dolichopetalum,
Dregea,
Duvalia,
Duvaliandra,
Dyera,
Echidnopsis,
Echites,
Ectadium,
Ecua,
Edithcolea,
Elytropus,
Emicocarpus,
Emplectanthus,
Ephippiocarpa,
Epigynum,
Epistemma,
Eucorymbia,
Eustegia,
Fanninia,
Farquharia,
Finlaysonia,
Fischeria,
Fockea,
Forsteronia,
Funastrum,
Funtumia,
Galactophora,
Geissospermum,
Genianthus,
Glossostelma,
Gomphocarpus,
Gongronema,
Gonioma,
Goniostemma,
Gonolobus,
Gunnessia,
Gymnanthera,
Gymnema,
Gyrostelma,
Hancornia,
Haplophyton,
Hemidesmus,
Hemipogon,
Heterostemma,
Heynella,
Hiepia,
Himatanthus,
Holarrhena,
Hoodia,
Hoya,
Huernia,
Hunteria,
Hylaea,
Hypolobus,
Ibatia,
Ichnocarpus,
Ischnolepis,
Isonema,
Ixodonerium,
Jasminanthes,
Jobinia,
Kamettia,
Kanahia,
Kerbera,
Kibatalia,
Kopsia,
Lachnostoma,
Lacmellea,
Landolphia,
Larryleachia,
Laubertia,
Lavrania,
Laxoplumeria,
Lepinia,
Lepiniopsis,
Leptadenia,
Leuconotis,
Lygisma,
Maclaudia,
Macoubea,
Macropharynx,
Macroscepis,
Mahawoa,
Malouetia,
Mandevilla,
Manothrix,
Margaretta,
Marsdenia,
Mascarenhasia,
Matelea,
Melodinus,
Mesechites,
Metastelma,
Micrechites,
Microloma,
Microplumeria,
Minaria,
Miraglossum,
Molongum,
Mondia,
Monolluma,
Monsanima,
Morilloa,
Mortoniella,
Motandra,
Mucoa,
Myriopteron,
Nautonia,
Neobracea,
Neocouma,
Neoschumannia,
Nephradenia,
Nerium,
Notechidnopsis,
Ochrosia,
Odontadenia,
Oistonema,
Oncinema,
Oncinotis,
Ophionella,
Orbea,
Oreosparte,
Orthanthera,
Orthopichonia,
Orthosia,
Oxypetalum,
Oxystelma,
Pachycarpus,
Pachypodium,
Pacouria,
Papuechites,
Parahancornia,
Parapodium,
Parepigynum,
Parsonsia,
Pattalias,
Pectinaria,
Pentacyphus,
Pentalinon,
Pentasachme,
Pentatropis,
Pentopetia,
Peplonia,
Pergularia,
Periglossum,
Periploca,
Pervillaea,
Petalostelma,
Petchia,
Phaeostemma,
Pherotrichis,
Philibertia,
Phyllanthera,
Piaranthus,
Picralima,
Pinochia,
Plectaneia,
Pleiocarpa,
Pleioceras,
Plumeria,
Polystemma,
Pottsia,
Prestonia,
Pruskortizia,
Pseudolachnostoma,
Pseudolithos,
Pteralyxia,
Ptycanthera,
Pycnobotrya,
Pycnorhachis,
Quaqua,
Raphionacme,
Rauvolfia,
Rhabdadenia,
Rhazya,
Rhigospira,
Rhyssolobium,
Rhytidocaulon,
Rhytidostemma,
Richtersveldia,
Riocreuxia,
Rojasia,
Ruehssia,
Saba,
Sacleuxia,
Sarcolobus,
Sarcorrhiza,
Schistonema,
Schizoglossum,
Schizostephanus,
Schizozygia,
Schlechterella,
Schubertia,
Scyphostelma,
Secamone,
Secamonopsis,
Secondatia,
Sindechites,
Sisyranthus,
Skytanthus,
Socotrella,
Solenostemma,
Spirolobium,
Spongiosperma,
Stapelia,
Stapelianthus,
Stapeliopsis,
Stathmostelma,
Stelmagonum,
Stenostelma,
Stephanostegia,
Stephanostema,
Stephanotis,
Stigmatorhynchus,
Stipecoma,
Stomatostemma,
Strempeliopsis,
Streptocaulon,
Streptoechites,
Strophanthus,
Tabernaemontana,
Tabernanthe,
Tacazzea,
Tassadia,
Tavaresia,
Telectadium,
Telosma,
Temnadenia,
Thenardia,
Thevetia,
Thoreauea,
Thyrsanthella,
Tintinnabularia,
Topea,
Toxocarpus,
Trachelospermum,
Tressensia,
Treutlera,
Trichosandra,
Tridentea,
Tromotriche,
Tweedia,
Tylodontia,
Urceola,
Vahadenia,
Vailia,
Vallaris,
Vallesia,
Vinca,
Vincetoxicum,
Voacanga,
Wattakaka,
White-sloanea,
Willughbeia,
Woodia,
Wrightia,
Xysmalobium,
Zygostelma